# 6月8日
6月8日（ろくがつようか）は、グレゴリオ暦で年始から159日目（閏年では160日目）にあたり、年末まではあと206日ある。

## できごと

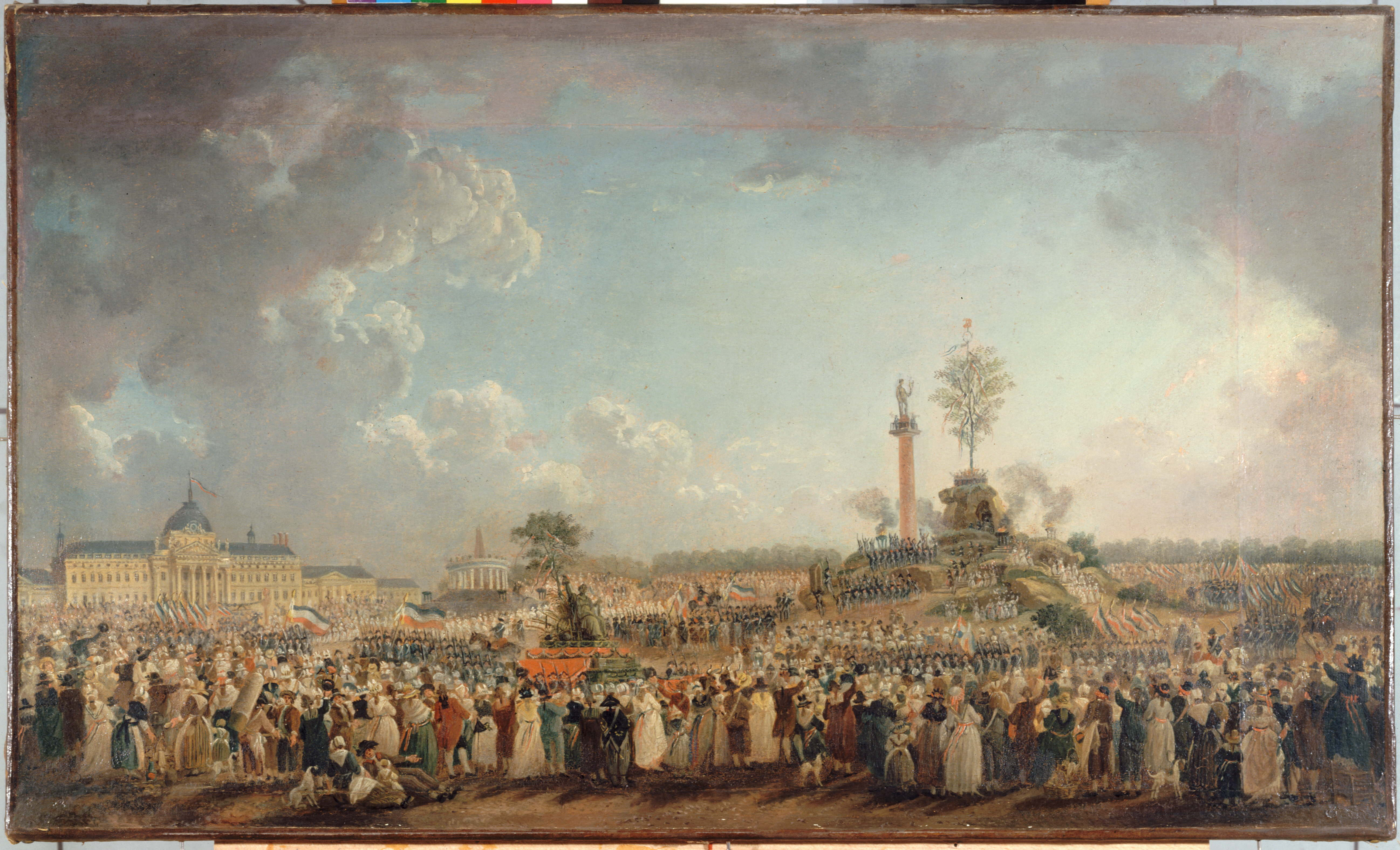
テュイルリー宮殿で最高存在の祭典(1794)開催。

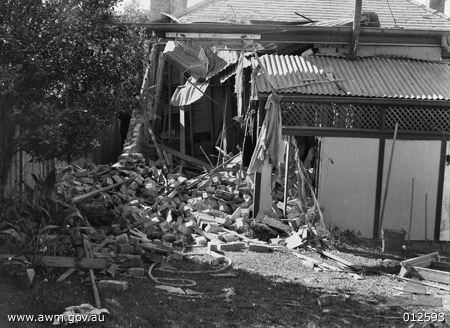
第二次世界大戦、特殊潜航艇によるシドニー港攻撃(1942)。画像は被害を受けたシドニーの民家。

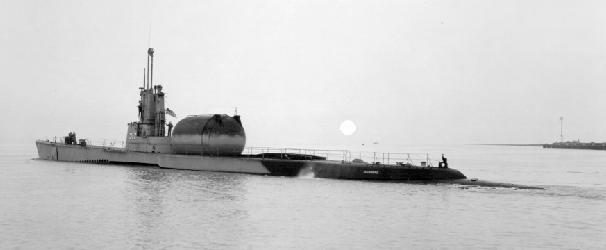
潜水艦バーベロによるミサイル・メールの実験
(1959)

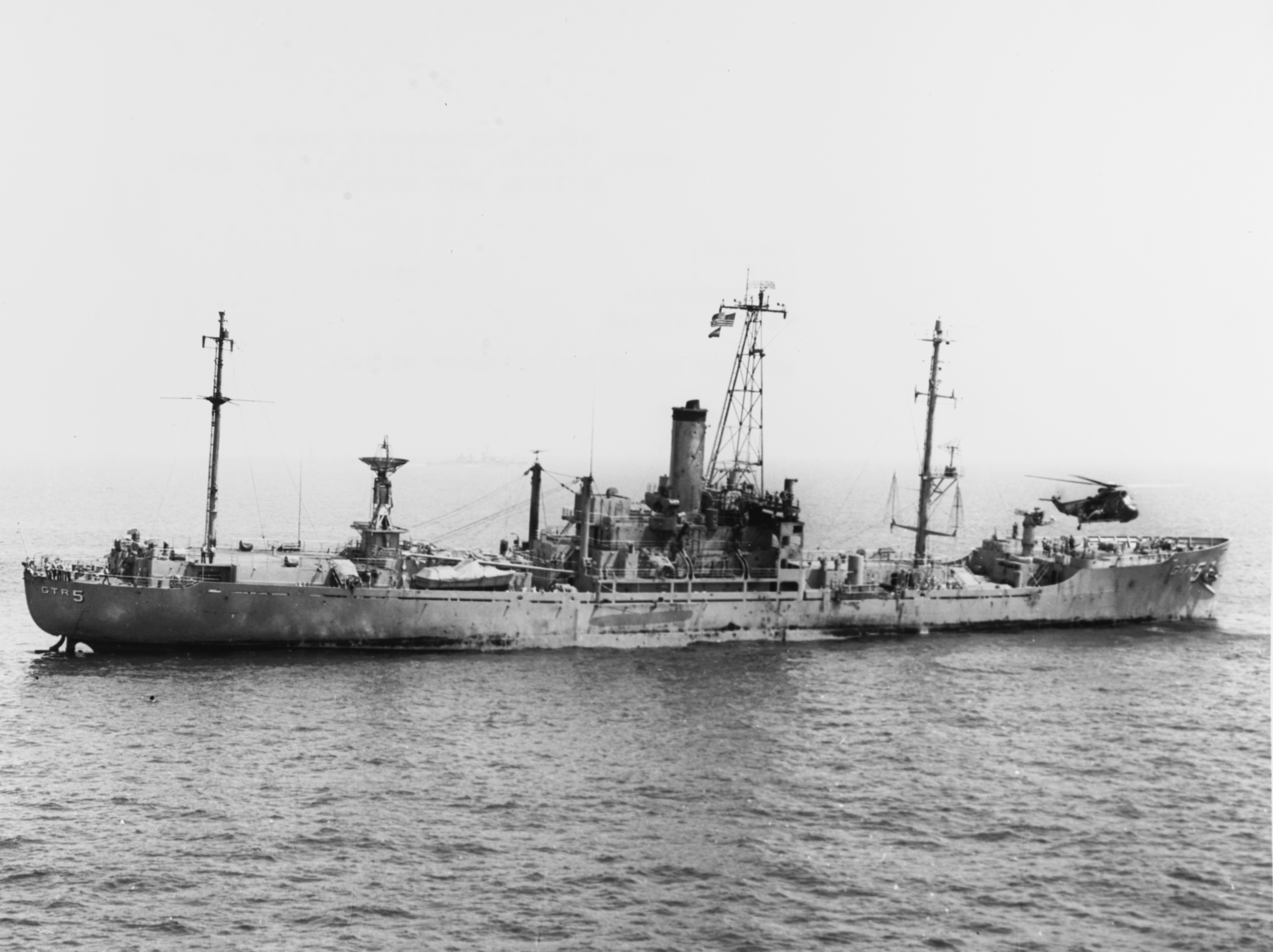
リバティー号事件(1967)

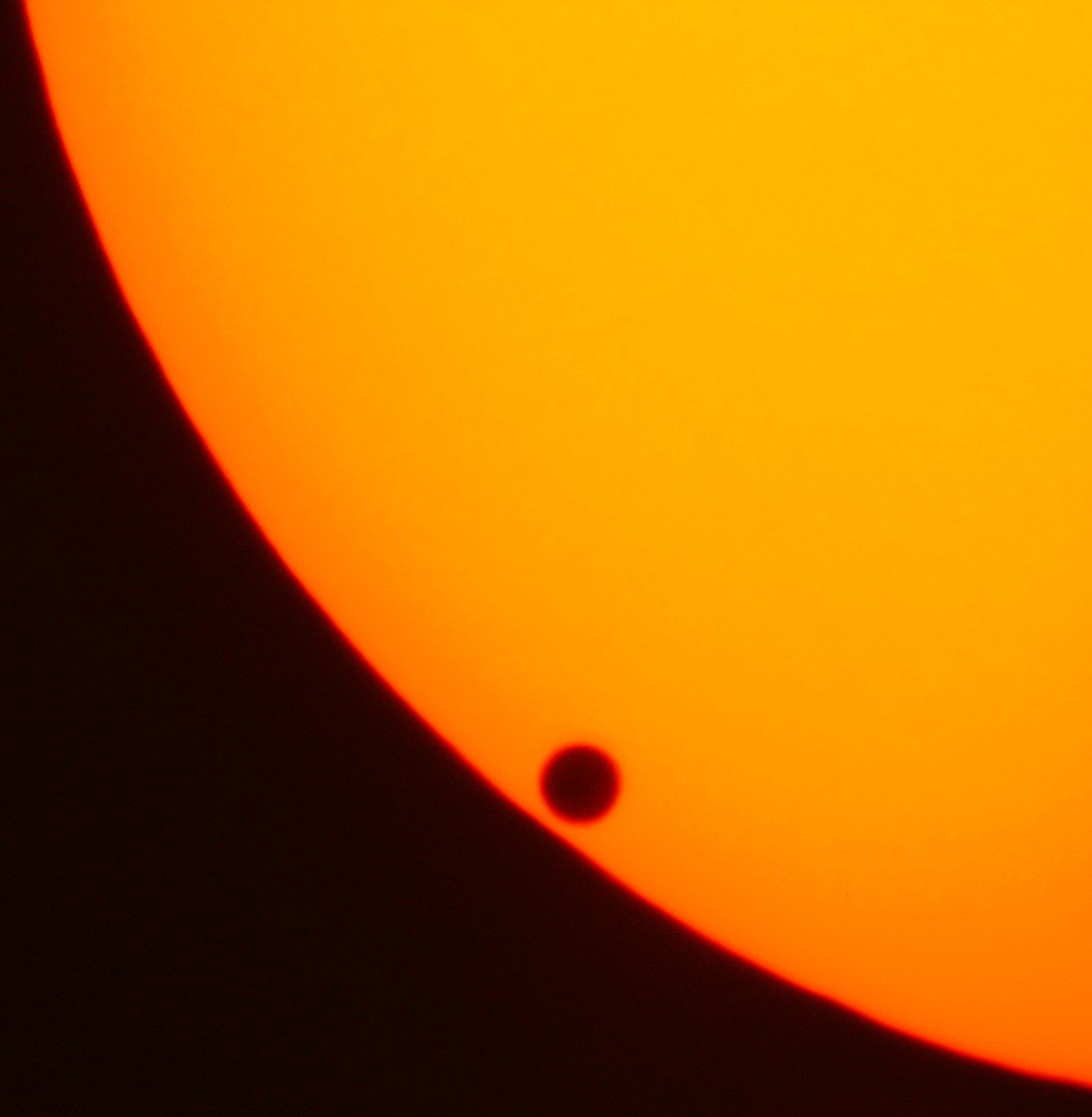
金星の太陽面通過(2004)

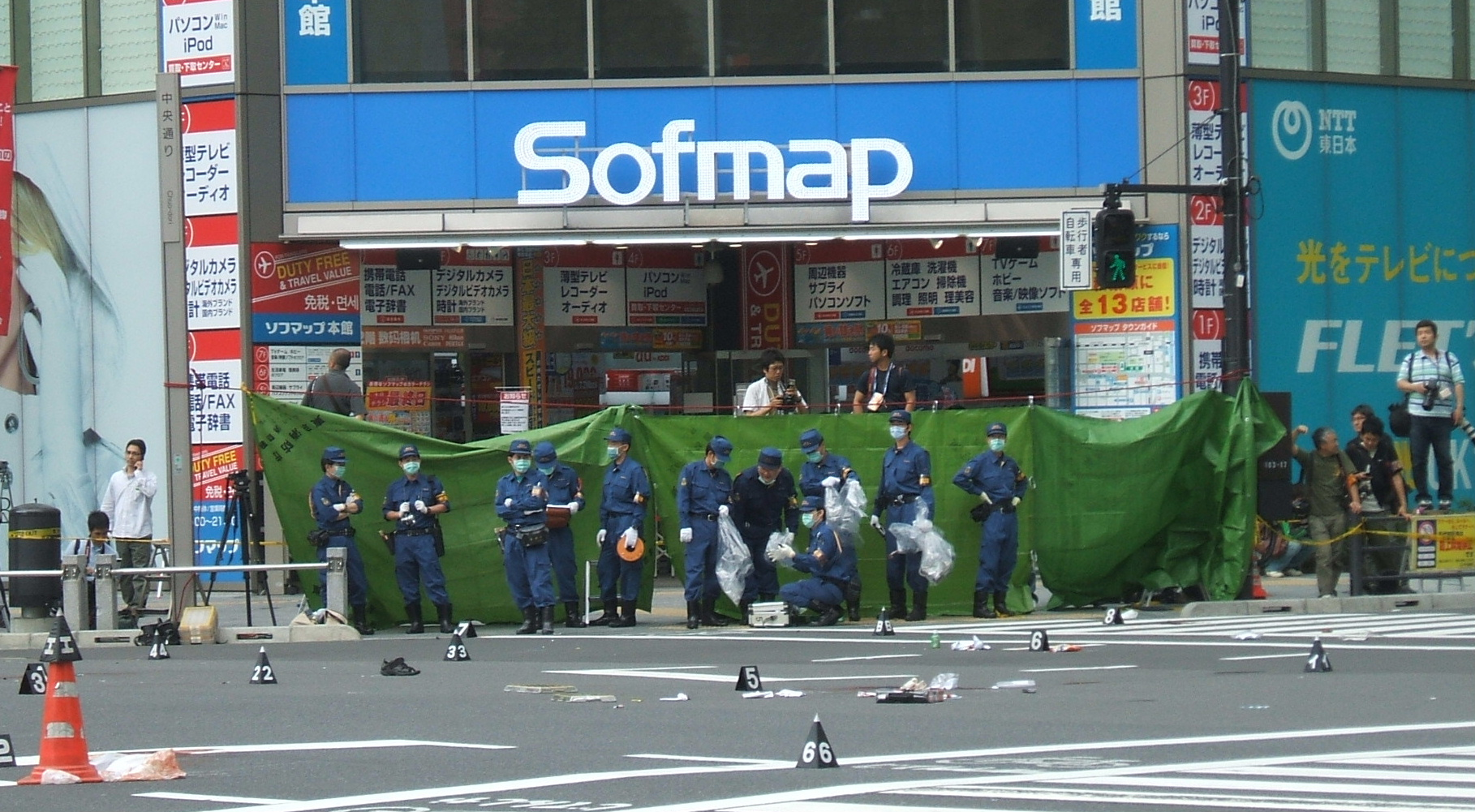
秋葉原通り魔事件(2008)

- 793年 - ヴァイキングがリンディスファーン島の修道院を襲撃。スカンジナビア人によるイングランド侵略の始まり。
- 806年（大同元年5月18日） - 第51代天皇・平城天皇が即位。
- 900年 -イングランドの統治者アルフレッド大王の息子エドワードがアングロ・サクソン人の王就任を祝う戴冠式を開催した。
- 1571年（元亀2年5月16日） - 織田信長が長島一向一揆の拠点・願証寺を攻撃するが、氏家卜全ら多くの戦死者を出し敗退。
- 1588年（天正16年5月15日） - 豊臣秀吉建立の方広寺大仏殿が完成。
- 1648年（慶安元年4月17日） - 日光杉並木の20万本の植樹が完了。
- 1672年（寛文12年5月13日） - 小石川の水戸藩邸に『大日本史』を編纂するための施設・彰考館を開設。
- 1758年 - フレンチ・インディアン戦争: ルイブールの戦い (1758年)はじまる。
- 1776年 - アメリカ独立戦争・カナダ侵攻作戦: トロワリヴィエールの戦い（英語版）。
- 1783年 - アイスランドでラキ火山が噴火。火山灰などの影響により、数年にわたりヨーロッパが異常気象となる。
- 1787年 - アントニオ・サリエリが作曲したフランス語のオペラ（トラジェディ・リリック、抒情悲劇）『タラール』がパリ・オペラ座にて初演。
- 1794年 - テュイルリー宮殿で最高存在の祭典が開催。
- 1812年 - 第2代リヴァプール伯爵ロバート・バンクス・ジェンキンソンがイギリスの第22代首相に就任。
- 1856年 - ピトケアン島のバウンティ号の反乱者の子孫194人がノーフォーク島に移住。
- 1861年 - 南北戦争: テネシー州が北軍を離脱する。
- 1862年 - 南北戦争: クロスキーズの戦い。
- 1862年 - 日本二十六聖人が列聖される。
- 1867年 - オーストリア・ハンガリー帝国成立。
- 1873年 - 日本で、石高制を廃止し、一律の田畑反別課税制とする。
- 1876年 - 日本の道路: 全国の道路を国道・県道・里道に分け、それぞれを1等から3等に級別。
- 1887年 - ハーマン・ホレリスがパンチカード式計算機の特許を取得。
- 1895年 - 日露通商航海条約調印
- 1902年 - フランスの気象学者レオン・ティスラン・ド・ボールにより成層圏が発見される。
- 1905年 - 日露戦争: ルーズベルト米大統領が日露両国に講和会議開催を呼びかける。
- 1924年 - ジョージ・マロリーとアンドリュー・アーヴィンがエベレスト登山中に行方不明になる。
- 1928年 - 蔣介石が率いる中国国民党の北伐軍が北京に入城。国民政府が中国全土をほぼ統一。
- 1928年 - 田中義一首相が上野駅で暴漢から襲撃を受ける。居合わせた松村光三議員が負傷するも田中は無事[1]。
- 1929年 - バチカンの国旗が制定される。
- 1929年 - 福島競馬場で、史上唯一の全頭落馬による不成立レースが発生する。
- 1934年 - 南京総領事館勤務の蔵本書記生が失踪。中国人による拉致・殺害を疑い国民政府に対して抗議を行ったのみならず、軍艦が揚子江から南京近くまで遡上する事態に発展する（蔵本書記生失踪事件）。なお蔵本本人は5日後に保護された。
- 1937年 - カール・オルフの『カルミナ・ブラーナ』がフランクフルト・アム・マインの市立劇場で初演。
- 1942年 - 第二次世界大戦: 日本の伊号第二十一潜水艦と伊号第二十四潜水艦がシドニー及びニューカッスルを砲撃（特殊潜航艇によるシドニー港攻撃）。
- 1942年 - 第二次世界大戦: 日本で、軍事費不足を補うための戦時郵便貯金切手（弾丸切手）を発売。
- 1943年 - 第二次世界大戦: 日本海軍の戦艦「陸奥」が呉港沖の柱島泊地に停泊中、爆発事故を起こし沈没。
- 1945年 - 第二次世界大戦: 御前会議で採択された「今度採るべき戦争指導の基本大綱」で本土決戦方針を決定。
- 1947年 - 日本教職員組合（日教組）結成。
- 1947年 - 大阪府岸和田市で演芸場の屋根が落下する事故。死者70人[2]。
- 1949年 - ジョージ・オーウェルの小説『1984年』発刊。
- 1951年 - 千代の山雅信が第41代横綱となる。
- 1954年 - 全面改正された新警察法が公布される。
- 1959年 - アメリカ郵政公社が米海軍の潜水艦バーベロを用いて、ロケットで手紙を届けるミサイル・メールの最初で最後の実験を行う。
- 1966年 - 試作戦略爆撃機XB-70ヴァルキリーのうちの1機が、宣伝用映画撮影のための編隊飛行で戦闘機F-104スターファイターと空中衝突。操縦していたジョセフ・ウォーカーらが死亡。
- 1967年 - 第三次中東戦争: イスラエル空軍機がアメリカの諜報艦「リバティー」を攻撃（リバティー号事件）。
- 1967年 - 中東戦争解決のため、アメリカのホワイトハウスとソ連のクレムリンとの間のホットラインが初めて使用される。
- 1967年 - 大韓民国（第三共和国時代）で、第7代総選挙が行なわれる。
- 1968年 - キング牧師を暗殺したジェームズ・アール・レイが、偽造パスポートでイギリスに入国しようとしたところを逮捕される。
- 1969年 - 南ベトナムに北ベトナム政府支配下の地下政府・南ベトナム共和国臨時革命政府が樹立。
- 1976年 - 日本政府が核拡散防止条約を批准。
- 1979年 - 宮崎県知事が受託収賄罪で逮捕[3]。後に黒木事件と呼ばれ無罪が確定。
- 1982年 - フォークランド紛争: アルゼンチン空軍の攻撃により英海軍の補給揚陸艦「サー・ガラハッド」が沈没。死者45人。他、多数の英海軍の艦船が撃沈または大破。
- 1982年 - ロッキード事件の裁判で、元運輸相・橋本登美三郎、元運輸政務次官・佐藤孝行に東京地裁が有罪判決をくだす。
- 1985年 - 本州四国連絡道路神戸・鳴門ルートの大鳴門橋が開通。
- 1986年 - 東京都渋谷区の国立総合児童センター（こどもの城）にて、日曜日のこの日に観客として子ども達を会場に集め、映画『GAME KING 高橋名人VS毛利名人 激突!大決戦』の公開撮影として、高橋名人と毛利名人が『スターソルジャー』で対決[4]。
- 1986年 - 前国連事務総長のクルト・ヴァルトハイムがオーストリア大統領に当選。
- 1988年 - 東京メトロ有楽町線（和光市 - 新木場）が全線開通。
- 1995年 - ラスマス・ラードフがプログラミング言語PHPの最初の版をリリース。
- 1998年 - 超党派野党、衆議院に選択的夫婦別姓制度導入を盛り込んだ民法改正案を提出。
- 2001年 - 附属池田小事件が起こり、児童8人が死亡。
- 2001年 - 10年後に、日本国内におけるテレビのアナログ放送終了を定めた、改正電波法が参議院において可決、成立。
- 2004年 - 130年ぶりに金星が太陽面通過。詳細は金星の太陽面通過を参照のこと。
- 2006年 - 超党派野党、衆議院に選択的夫婦別姓制度を盛り込んだ民法改正案を提出。
- 2007年 - 追手門学院大学いじめ自殺事件が起きる。
- 2008年 - 秋葉原通り魔事件が発生。7人が死亡、10人が重軽傷を負う、戦後最悪の通り魔事件。
- 2010年 - 菅直人内閣が発足。第94代首相に菅直人（民主党）。閣僚17人中11人が鳩山内閣から引き続き再任。
- 2011年 - World IPv6 Dayを実施[5]。
- 2011年 - 地上デジタル放送への完全移行を岩手・宮城・福島の3県に限り最大で1年間（2012年7月24日まで）延期することを柱とした、東日本大震災に伴う地上デジタル放送に係る電波法の特例に関する法律が参議院において可決、成立[6]。
- 2021年 - オランダ・ハーグの「国際刑事法廷メカニズム」が、1990年代のボスニア・ヘルツェゴビナ紛争をめぐる上訴審で、セルビア人勢力の元司令官ラトコ・ムラジッチ被告に対し、ジェノサイド（集団殺害）などの罪で終身刑を言い渡す[7]。

## 誕生日

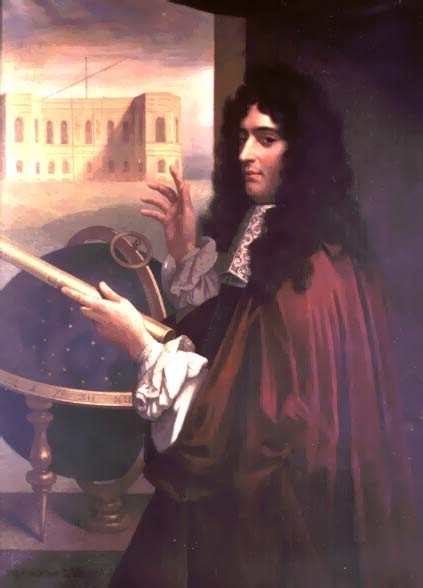
天文学者ジョバンニ・カッシーニ(1625-1712)誕生。

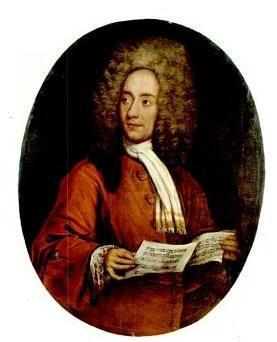
バロックの作曲家トマゾ・アルビノーニ(1671-1751)誕生。

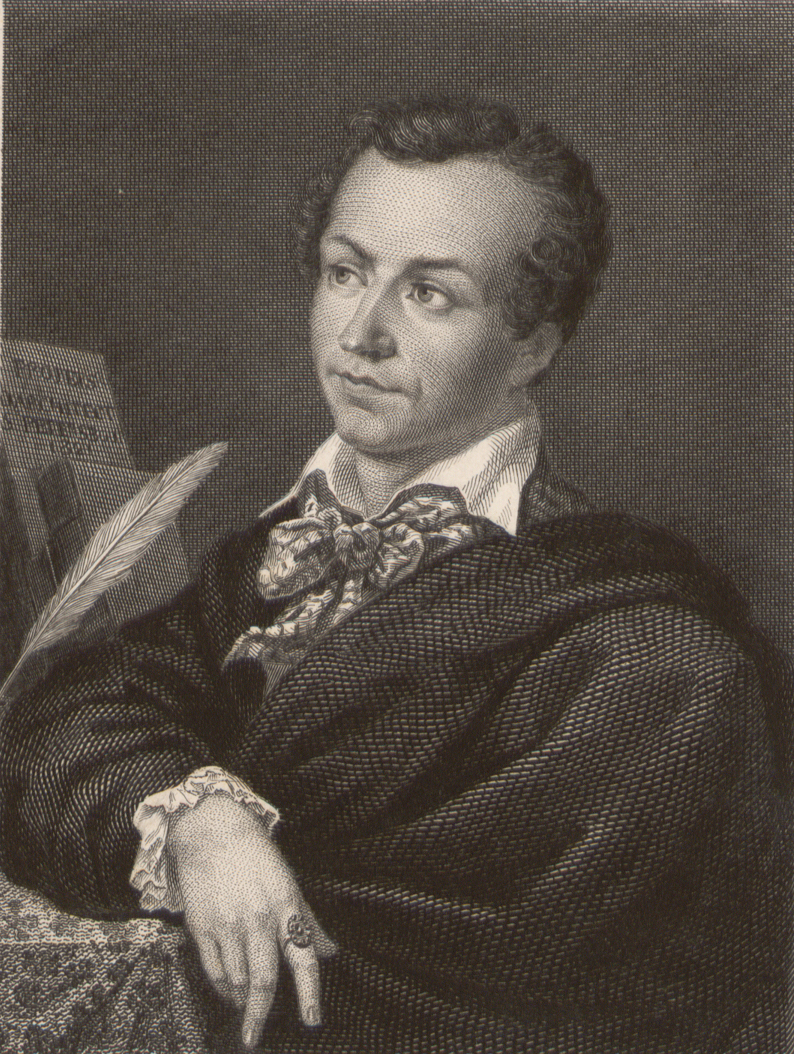
シェフ・パティシエアントナン・カレーム(1784-1833)誕生。フランス料理の発展に大きく貢献した。

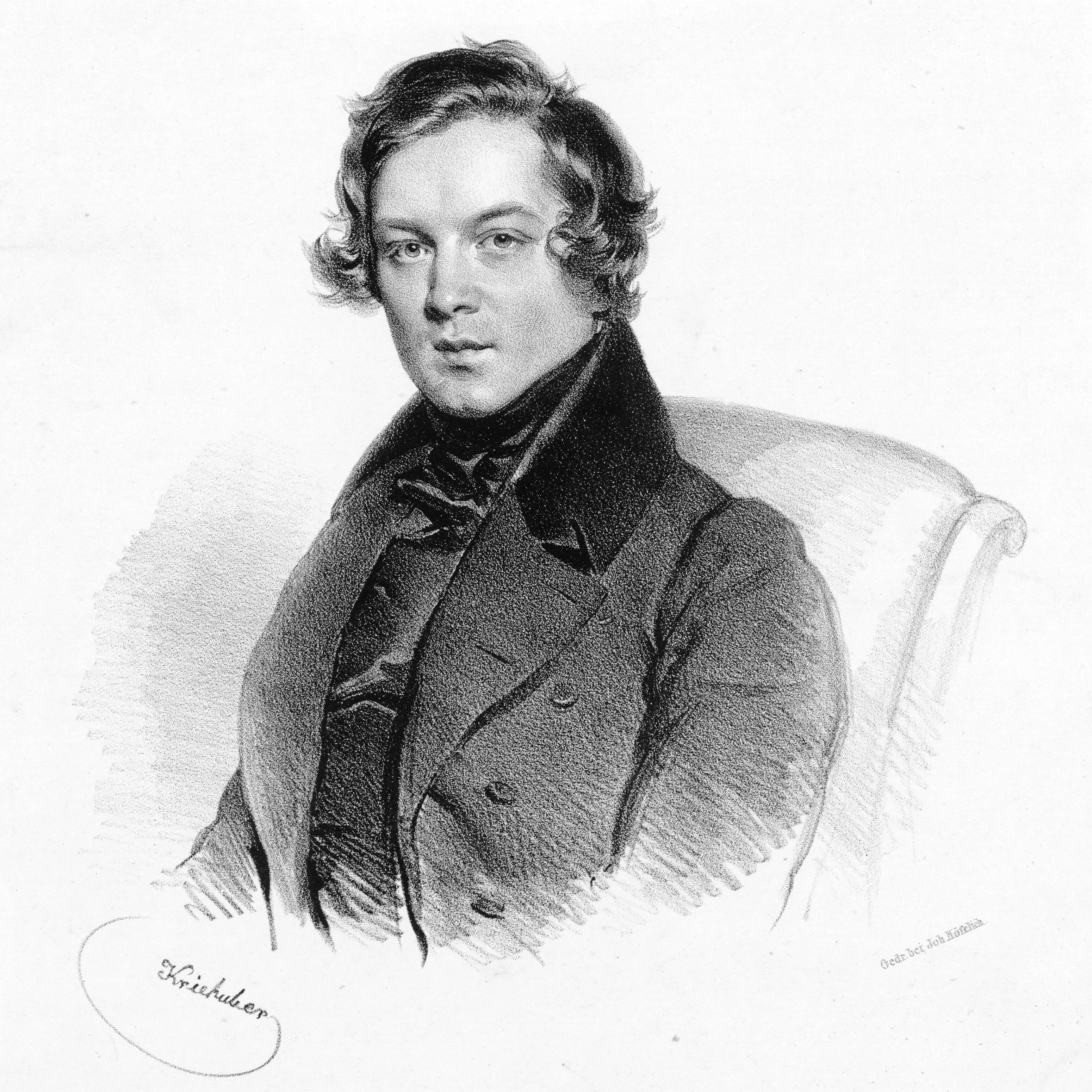
ロマン派音楽の作曲家ロベルト・シューマン(1810-1856)誕生。

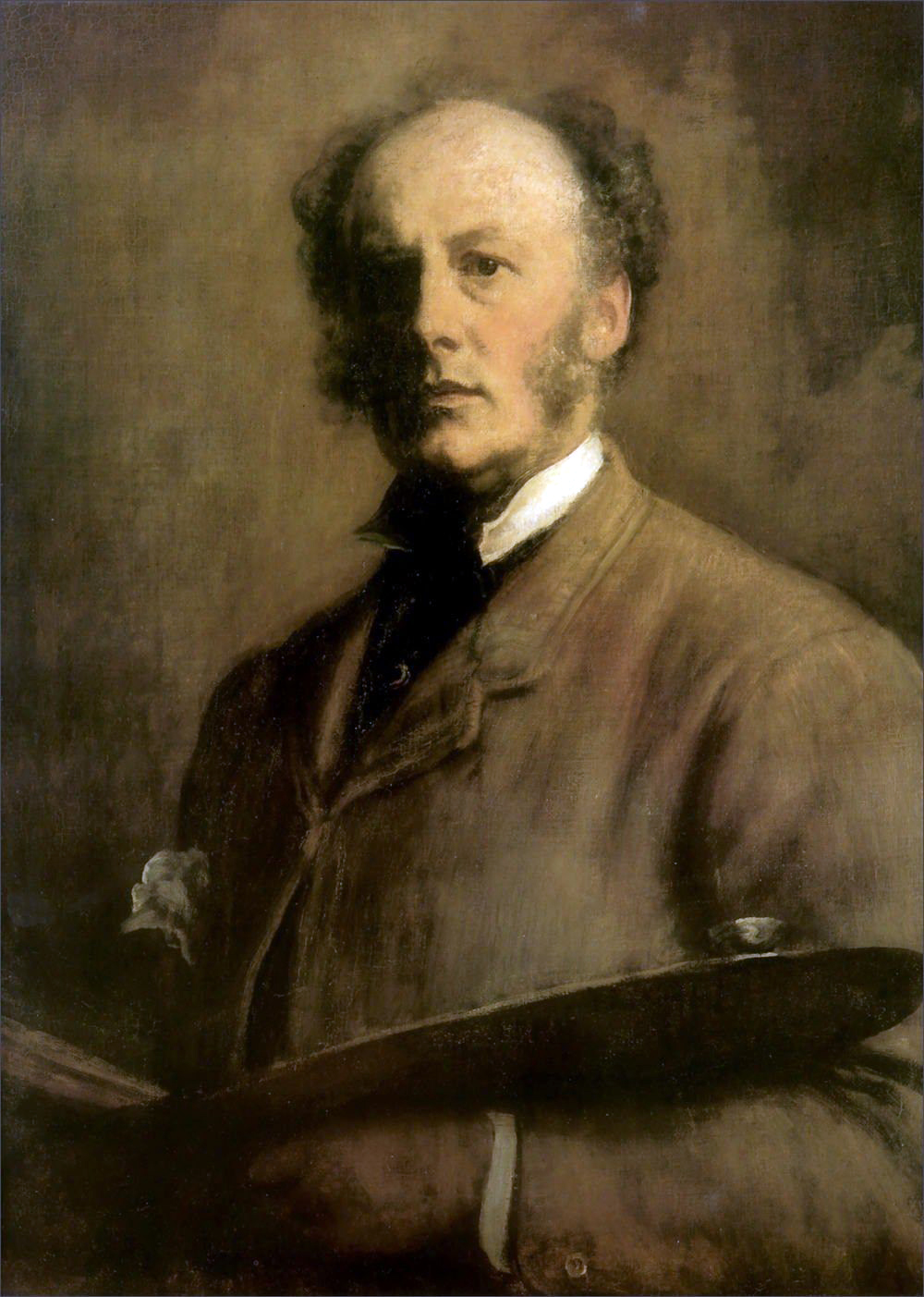
画家ジョン・エヴァレット・ミレー(1829-1896)誕生。画像は自画像。

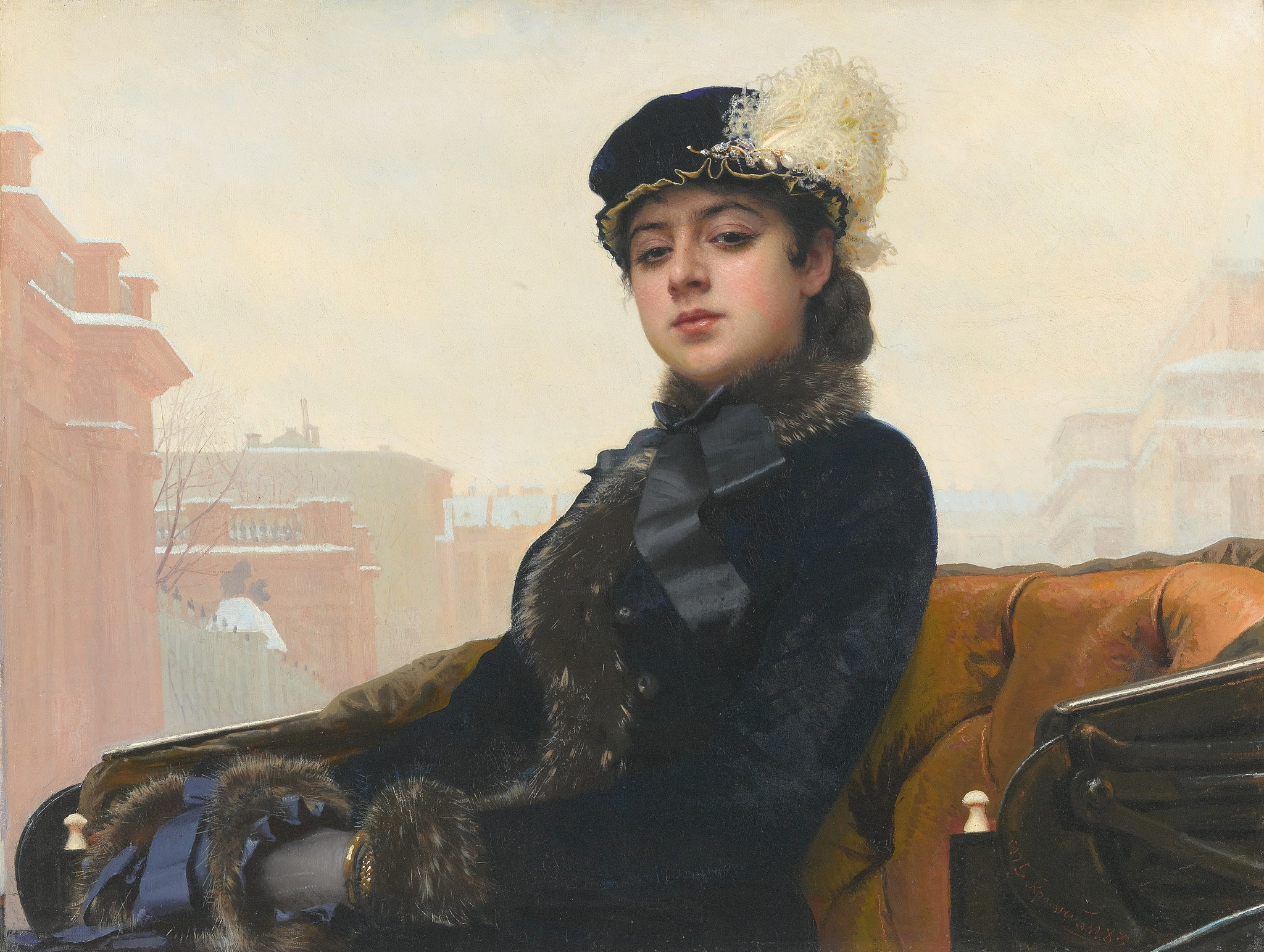
画家イワン・クラムスコイ(1837-1887)誕生。画像は『見知らぬ女』(1883)

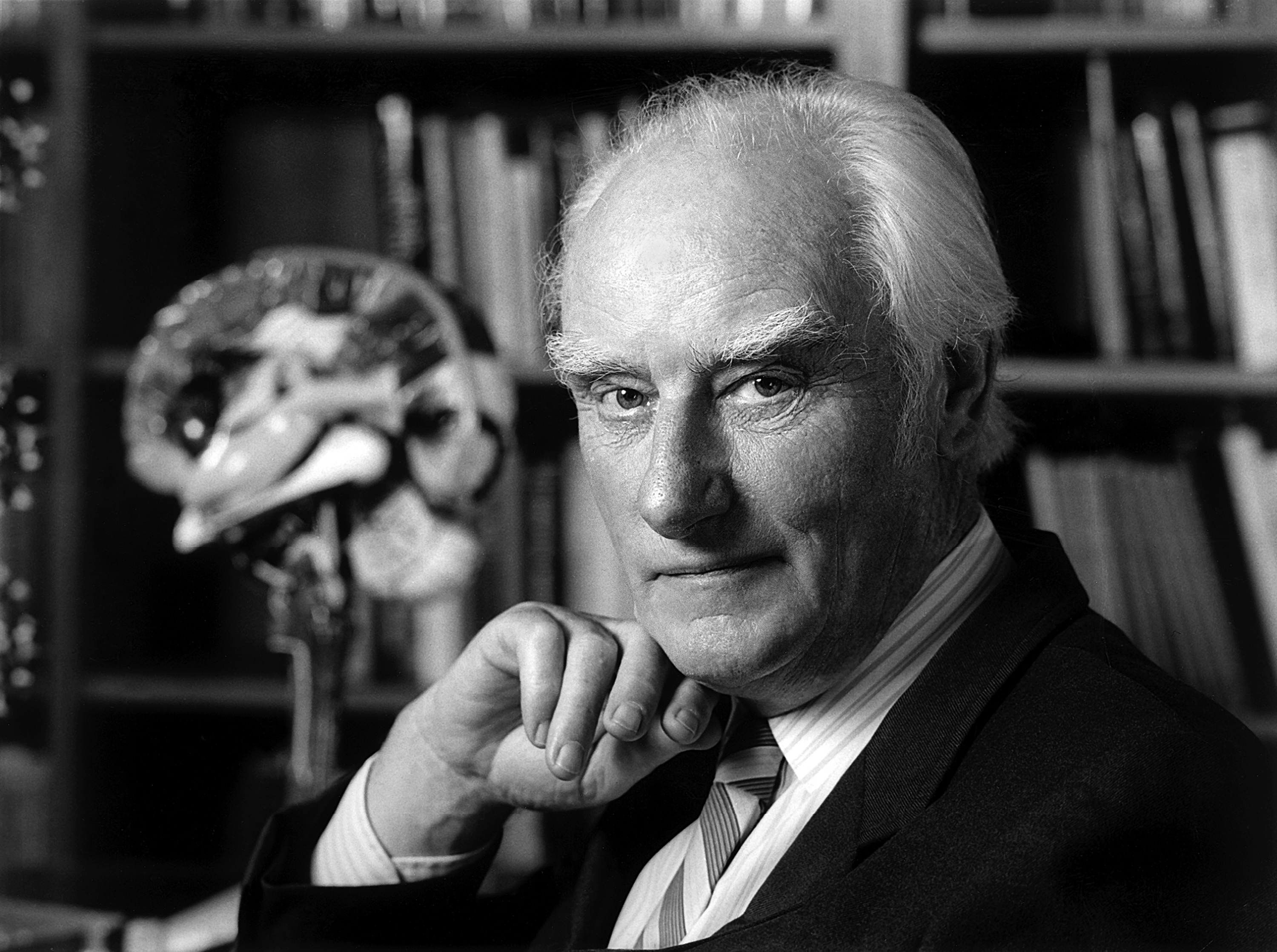
生物学者フランシス・クリック(1916-2004)誕生。DNAの二重螺旋構造を発見した。

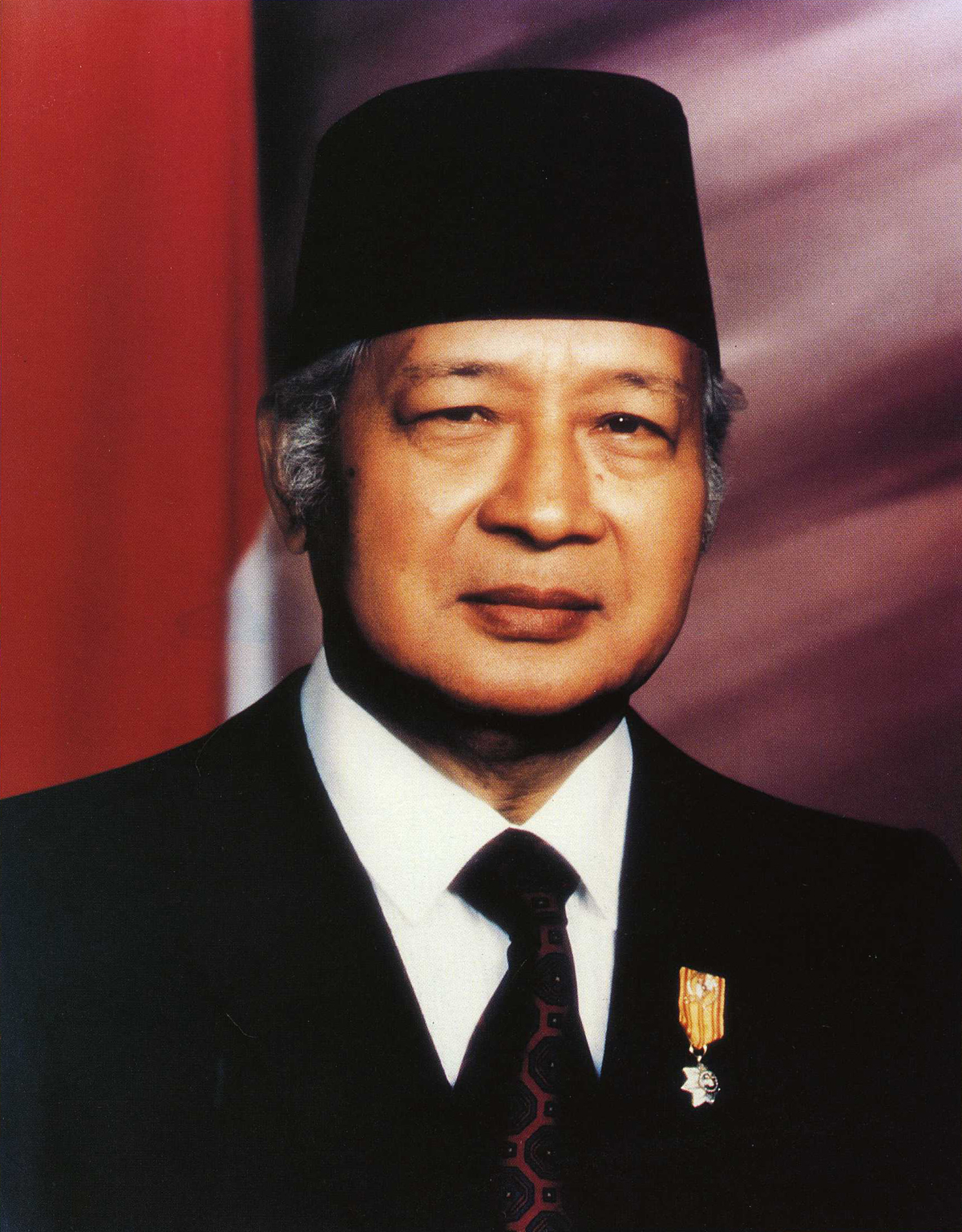
インドネシアの政治家スハルト(1921-2008)誕生。

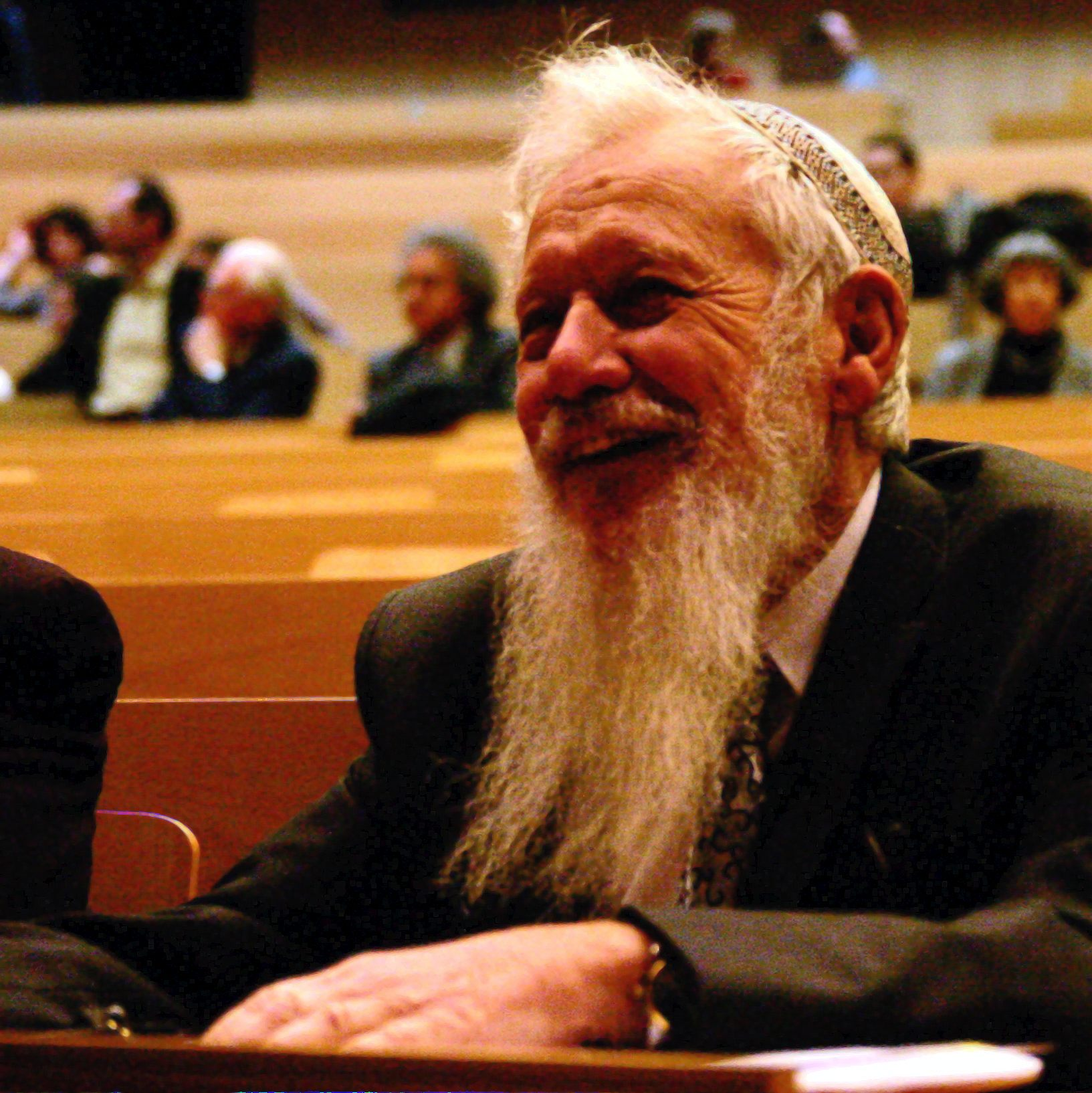
数学者ロバート・オーマン(1930-)誕生。ゲーム理論を研究した。

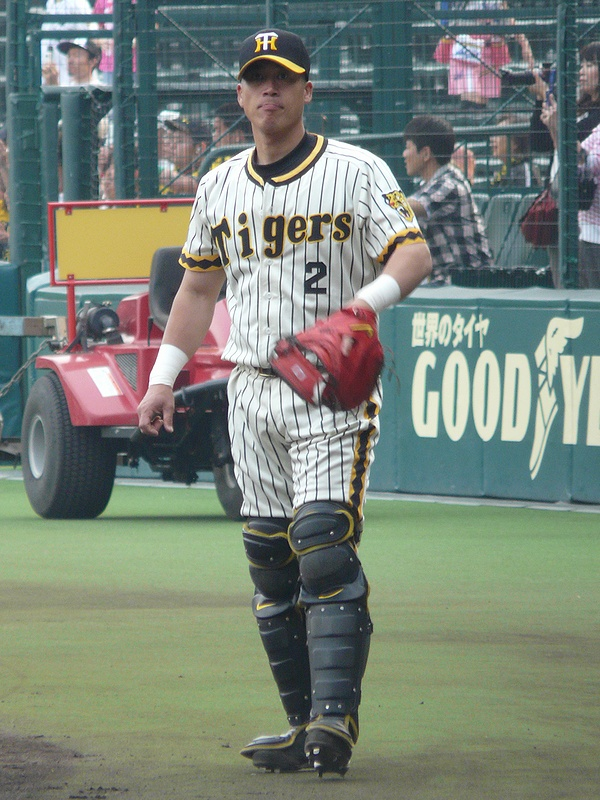
プロ野球選手城島健司(1976-)誕生。捕手日本人初のメジャーリーガー。

- 1625年 - ジョバンニ・カッシーニ、天文学者（+ 1712年）
- 1633年（寛永10年5月2日）- 一条教輔、公卿（+ 1707年）
- 1636年（寛永13年5月5日） - 伊達宗純、伊予吉田藩初代藩主（+ 1708年）
- 1637年（寛永14年4月16日） - 堀直吉、越後安田藩の第2代藩主（+ 1674年）
- 1671年 - トマゾ・アルビノーニ、作曲家（+ 1751年）
- 1724年 - ジョン・スミートン、土木工学者（+ 1792年）
- 1757年（宝暦7年4月22日） - 京極高備、丹後峰山藩の第7代藩主（+ 1835年）
- 1776年（安永5年4月22日） - 内藤頼以、信濃高遠藩の第6代藩主（+ 1856年）
- 1784年 - アントナン・カレーム、フランス料理のシェフ（+ 1833年）
- 1798年（寛永10年4月24日） - 京極高朗、讃岐丸亀藩の第6代藩主（+ 1874年）
- 1799年 - ウィリアム・メレディス、アメリカ合衆国財務長官（+ 1873年）
- 1804年（文化元年5月1日） - 有馬徳純、越前丸岡藩の第6代藩主（+ 1837年）
- 1809年 - リチャード・トンプソン、第27代アメリカ合衆国海軍長官（+ 1900年）
- 1810年 - ロベルト・シューマン、作曲家（+ 1856年）
- 1820年（文政3年4月28日） - 徳川斉彊、紀伊紀州藩の第12代藩主（+ 1849年）
- 1829年 - ジョン・エヴァレット・ミレー、画家（+ 1896年）
- 1837年 - イワン・クラムスコイ、画家（+ 1887年）
- 1854年（嘉永7年5月13日） - 本多助寵、信濃飯山藩の第9代藩主（+ 1869年）
- 1865年（慶応元年5月15日） - 宮入慶之助、寄生虫学者（+ 1946年）
- 1867年 - フランク・ロイド・ライト、建築家（+ 1959年）
- 1876年 - 河合亀太郎、実業家、薬学博士（+ 1959年）
- 1877年 - 窪田空穂、歌人（+ 1967年）
- 1885年 - 土岐善麿、歌人、国語学者（+ 1980年）
- 1886年 - 今井登志喜、歴史学者（+ 1950年）
- 1886年 - 橋本富三郎、実業家 、政治家（+ 1955年）
- 1887年 - 犬丸徹三、実業家（+ 1981年）
- 1887年 - 白鳥敏夫、外交官、政治家（+ 1949年）
- 1888年 - 千家元麿、詩人（+ 1948年）
- 1894年 - エルヴィン・シュルホフ、作曲家、ピアニスト（+ 1942年）
- 1894年 - 近藤安次郎、法学者、学校法人徳島城南学園創始者（+ 1990年）
- 1897年 - エセル・トムソン・ラーコム、テニス選手（+ 1965年）
- 1899年 - 丸山薫、詩人（+ 1974年）
- 1900年 - ジョージ・アンタイル、作曲家、ピアニスト（+ 1959年）
- 1901年 - 岩田専太郎、画家（+ 1974年）
- 1903年 - マルグリット・ユルスナール、小説家（+ 1987年）
- 1903年 - 知里幸恵、アイヌ文化伝承者、アイヌ神謡集著者（+ 1922年）
- 1907年 - ジョルジュ・スペシェ、自転車競技選手（+ 1978年）
- 1908年 - 岩村三千夫、評論家（+ 1977年）
- 1908年 - イナ・カナバッロ・ルーカス、 スーパーセンテナリアン・世界最高齢者だった人物（+ 2025年）
- 1910年 - ジョン・W・キャンベル、小説家（+ 1971年）
- 1916年 - ルイジ・コメンチーニ、映画監督（+ 2007年）
- 1916年 - フランシス・クリック、分子生物学者（+ 2004年）
- 1917年 - 美ち奴、芸者、歌手（+ 1996年）
- 1918年 - ジョン・D・ロバーツ、科学者（+ 2016年）
- 1920年 - 秋山庄太郎、写真家（+ 2003年）
- 1921年 - スハルト、軍人、政治家、インドネシア第2代大統領（+ 2008年）
- 1921年 - 清水好子、国文学者（+ 2004年）
- 1926年 - フレッド・カップス、マジシャン（+ 1980年）
- 1927年 - 相川賢太郎、実業家、元三菱重工業社長（+ 2023年）
- 1929年 - なだいなだ、医師、作家、評論家（+ 2013年）
- 1930年 - ロバート・オーマン、数学者、経済学者
- 1934年 - 青木幹雄、政治家（+ 2023年）
- 1936年 - ケネス・ウィルソン、物理学者（+ 2013年）
- 1936年 - ロバート・フロイド、計算機科学者（+ 2001年）
- 1938年 - 飯塚繁雄、人権活動家（+ 2021年）
- 1940年 - ナンシー・シナトラ、歌手
- 1943年 - ウィリー・ダベンポート、陸上競技選手（+ 2002年）
- 1944年 - 鏡五郎、演歌歌手
- 1944年 - 兼古隆雄、クラシックギタリスト
- 1944年 - 及川宣士、元プロ野球選手
- 1944年 - ボズ・スキャッグス、ミュージシャン
- 1945年 - 原一男、映画監督
- 1946年 - ジャック・リンド、元プロ野球選手
- 1947年 - 西村昌樹、柔道家
- 1947年 - サラ・パレツキー、推理作家
- 1947年 - エリック・ヴィーシャウス、生物学者
- 1948年 - 高橋昭雄、野球指導者、元選手（+ 2022年）
- 1949年 - エマニュエル・アックス、ピアニスト
- 1949年 - 三宅なほみ、認知科学者、東京大学名誉教授（+ 2015年）
- 1950年 - キャシー・ベイカー、女優
- 1950年 - 坂本多加雄、政治学者（+ 2002年）
- 1951年 - ボニー・タイラー、ミュージシャン
- 1951年 - トニー・ライス、ミュージシャン（+ 2020年）
- 1952年 - 杉浦享、元プロ野球選手
- 1953年 - レン・サカタ、元プロ野球選手
- 1954年 - 神矢みのる、漫画家
- 1954年 - ダン・スバーン、総合格闘家
- 1955年 - ティム・バーナーズ＝リー、技術者
- 1955年 - 金子修介、映画監督
- 1956年 - クリス・スフィーリス、ミュージシャン
- 1957年 - スコット・アダムス、漫画家
- 1957年 - ディンパル・カパーディヤー、女優
- 1958年 - 翔、歌手（横浜銀蝿）
- 1958年 - キーネン・アイヴォリー・ウェイアンズ、俳優、コメディアン、映画監督
- 1959年 - 川口ヱリサ、ヴァイオリニスト
- 1959年 - 小沢純子、作曲家
- 1959年 - 佐藤茂樹、政治家
- 1960年 - ミック・ハックネル、ミュージシャン（シンプリー・レッド）
- 1961年 - 山室展弘、競艇選手
- 1962年 - ジョン・ギボンズ、元プロ野球選手、監督
- 1962年 - 藤原光博、お笑い芸人
- 1963年 - 南芳一、将棋棋士
- 1963年 - 上川徹、サッカー審判員
- 1963年 - 宮崎剛、アクション監督、俳優
- 1963年 - 衛藤浩一、ドラマー
- 1964年 - アントニオ・カルロス・サントス、サッカー選手
- 1964年 - 中原尚哉、SF翻訳家
- 1965年 - 鈴木茂正、競艇選手
- 1965年 - 八木裕、元プロ野球選手
- 1966年 - 森尾由美、タレント
- 1966年 - 石田敦子、元アナウンサー
- 1967年 - 三村マサカズ、お笑いタレント（さまぁ〜ず）
- 1968年 - 琴錦功宗、元大相撲力士、年寄19代朝日山
- 1968年 - 三上哲、俳優
- 1969年 - 宇都美慶子、シンガーソングライター
- 1970年 - 須田鷹雄、競馬評論家
- 1970年 - 井上純、元プロ野球選手
- 1970年 - 福永俊介、アナウンサー
- 1971年 - TERU、ミュージシャン（GLAY）
- 1971年 - 岡寛恵、声優、舞台俳優
- 1972年 - 大谷ノブ彦、お笑いタレント（ダイノジ）
- 1972年 - 高市佳明、アナウンサー
- 1973年 - 古川りか、女優
- 1973年 - アントキの猪木、お笑いタレント
- 1973年 - 富田睦子、歌人
- 1973年 - 渡辺康幸、元陸上競技選手、指導者
- 1973年 - 川越英隆、元プロ野球選手
- 1973年 - ブライアント・リーヴス、プロバスケットボール選手
- 1974年 - レイザーラモンRG、お笑いタレント（レイザーラモン）
- 1974年 - 三澤興一、元プロ野球選手
- 1975年 - 鈴木香苗、柔道家
- 1975年 - サラ・アビトボル、フィギュアスケート選手
- 1976年 - 蟹江一平、俳優
- 1976年 - インコさん、コメディアン、俳優
- 1976年 - 城島健司、元プロ野球選手
- 1976年 - 辻竜太郎、元プロ野球選手
- 1976年 - 中野真博、元野球選手
- 1976年 - リンゼイ・ダベンポート、プロテニス選手
- 1976年 - トリッシュ・ゴフ、ファッションモデル
- 1977年 - 川合千里、アナウンサー、女優
- 1977年 - 東頭俊典、バスケットボール指導者
- 1977年 - ファルカン、フットサル選手
- 1977年 - カニエ・ウェスト、ラッパー
- 1978年 - 横井宏考、総合格闘家、元プロレスラー
- 1978年 - 柳本聡子、元バスケットボール選手、客室乗務員
- 1978年 - 三好貴士、元プロ野球選手、監督
- 1979年 - 本多章一、俳優
- 1979年 - 三戸耕三、声優
- 1979年 - 中村仁美、フリーアナウンサー
- 1979年 - 筒井亮太郎、NHKアナウンサー
- 1979年 - 谷口悦司、元プロ野球選手
- 1979年 - デレク・トラックス、ギタリスト
- 1979年 - ピート・オーア、元プロ野球選手
- 1980年 - Ritz、MC（元THC!!）
- 1980年 - ジェイミー・スペンサー、騎手
- 1980年 - 新田佳浩、パラリンピック・ノルディックスキー選手
- 1981年 - 野中藍、声優
- 1981年 - 山田悠介、小説家
- 1981年 - 條辺剛、元プロ野球選手
- 1981年 - 末永真史、元プロ野球選手
- 1981年 - 山田大治、バスケットボール選手
- 1981年 - 山口玲香、ローカルタレント
- 1982年 - 杉咲侑果、女優
- 1982年 - 八木依子、タレント
- 1982年 - ケディ、タレント
- 1982年 - ナディア・ペトロワ、プロテニス選手
- 1982年 - イリナ・ラザレアヌ、ファッションモデル
- 1983年 - 石橋佳奈、タレント
- 1983年 - キム・クライシュテルス、プロテニス選手
- 1983年 - 西村悟、元野球選手
- 1983年 - 首藤慎一、サッカー選手
- 1983年 - 中嶋佑輔、お笑い芸人
- 1983年 - 宮野真守[8]、声優、俳優
- 1983年 - 酒巻光宏、声優
- 1984年 - 大塚淳、元プロ野球選手
- 1984年 - ハビエル・マスチェラーノ、サッカー選手
- 1984年 - 辰巳ゆい、女優、元AV女優
- 1985年 - 小泉真里、タレント
- 1985年 - 鈴木智樹、元サッカー選手
- 1987年 - 長谷川桃、女優
- 1987年 - 布施貴美子、モデル
- 1987年 - 佐田詠夢、ピアニスト
- 1988年 - 三品建、声優
- 1989年 - 津田美波、声優
- 1989年 - 鈴木愛理、ヴァイオリニスト
- 1989年 - 桜井美馬、元ショートトラックスピードスケート選手
- 1990年 - 卜部功也、キックボクサー
- 1990年 - 中川大志、元プロ野球選手
- 1990年 - アレッサンドロ・トゥーイア、サッカー選手
- 1990年 - サーニャ・マラグルスキ、バレーボール選手
- 1991年 - R.J.アルバレス、プロ野球選手
- 1991年 - 梅鉢貴秀、サッカー選手
- 1991年 - ハリール・バニーアティーエ、サッカー選手
- 1993年 - 中﨑絵梨奈、タレント（元Chubbiness）
- 1994年 - 佐々木千隼、プロ野球選手
- 1994年 - 橋口祐葵、柔道家
- 1994年 - 田中真一、ラグビー選手
- 1994年 - 李厚賢、フィギュアスケート選手
- 1995年 - 佐保明梨、アイドル（元アップアップガールズ（仮））
- 1995年 - 小関裕太、タレント、俳優
- 1995年 - 佐藤晴美、 ダンサー、ファッションモデル、女優（元Flower、元E-girls）
- 1995年 - tobu masato、ベーシスト、YouTuber（datto）
- 1995年 - 三浦昌悟、ラグビー選手
- 1995年 - 川上拓也、元陸上競技選手
- 1996年 - 椛島光、女優
- 1996年 - 樋口柚子、女優、モデル
- 1996年 - 小川紗良、俳優、映画監督
- 1996年 - ささきしょうこ、プロゴルファー
- 1996年 - イ・ジニョク、歌手、ダンサー（元UP10TION）
- 1996年 - 汐海夏那、元アイドル（JAPANARIZM）
- 1998年 - かれん、歌手（Little Glee Monster）
- 1999年 - 兒玉芽生、陸上競技選手
- 2000年 - 高橋祐理、歌手、ダンサー、俳優、モデル
- 2001年 - 伊禮海斗、プロ野球選手
- 2001年 - 安田桃寧、元アイドル（元NMB48）
- 2002年 - 中島大嘉、サッカー選手
- 2003年 - 今井陽菜、タレント
- 2004年 - 筒井あやめ、アイドル（乃木坂46）
- 2004年 - 茨木秀俊、プロ野球選手
- 2005年 - 三浦佳生、フィギュアスケート選手
- 2005年 - 松尾桜、アイドル（日向坂46）
- 2006年 - 菅井純愛、ファッションモデル
- 2006年 - 松永未夢、サッカー選手
- 生年不詳 - 咲坂伊緒、漫画家
- 生年不詳 - 花川芽衣、声優、アイドル（元22/7）
- 生年不詳 - 須田裕莉香、声優
- 生年不詳 - 天神林ともみ、声優

## 忌日
| 私の言葉を聞く全ての者は、それを他の者へ、そしてまた他の者へと伝えるように。そして、最後の者が、私から直接聞いた者よりもさらに良く私の言葉を理解するように。――『最後の説話』(630) |

| 独立が私の幸福であり、私は場所や人を顧慮することなくありのままに物事を見る。私の国とは世界であり、私の宗教とは善をなすことである。――『人間の権利』(1791) |

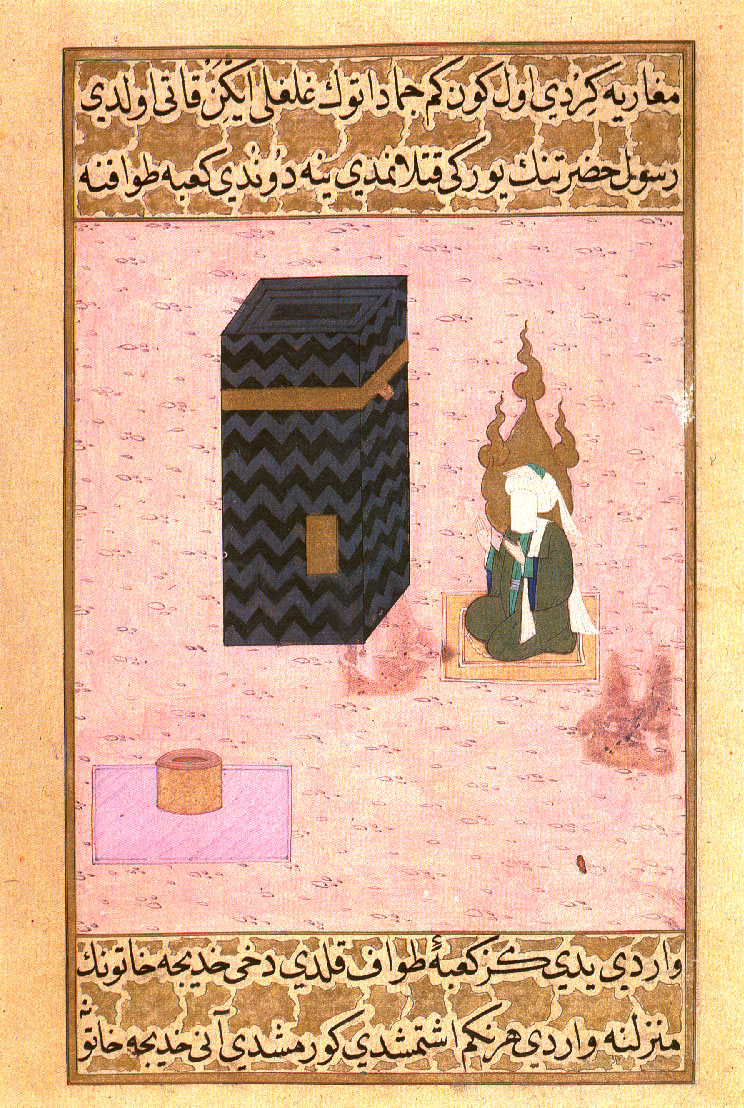
イスラーム教の開祖ムハンマド・イブン＝アブドゥッラーフ(570-632)没。画像は『預言者伝』。顔は描かれないのが通例。

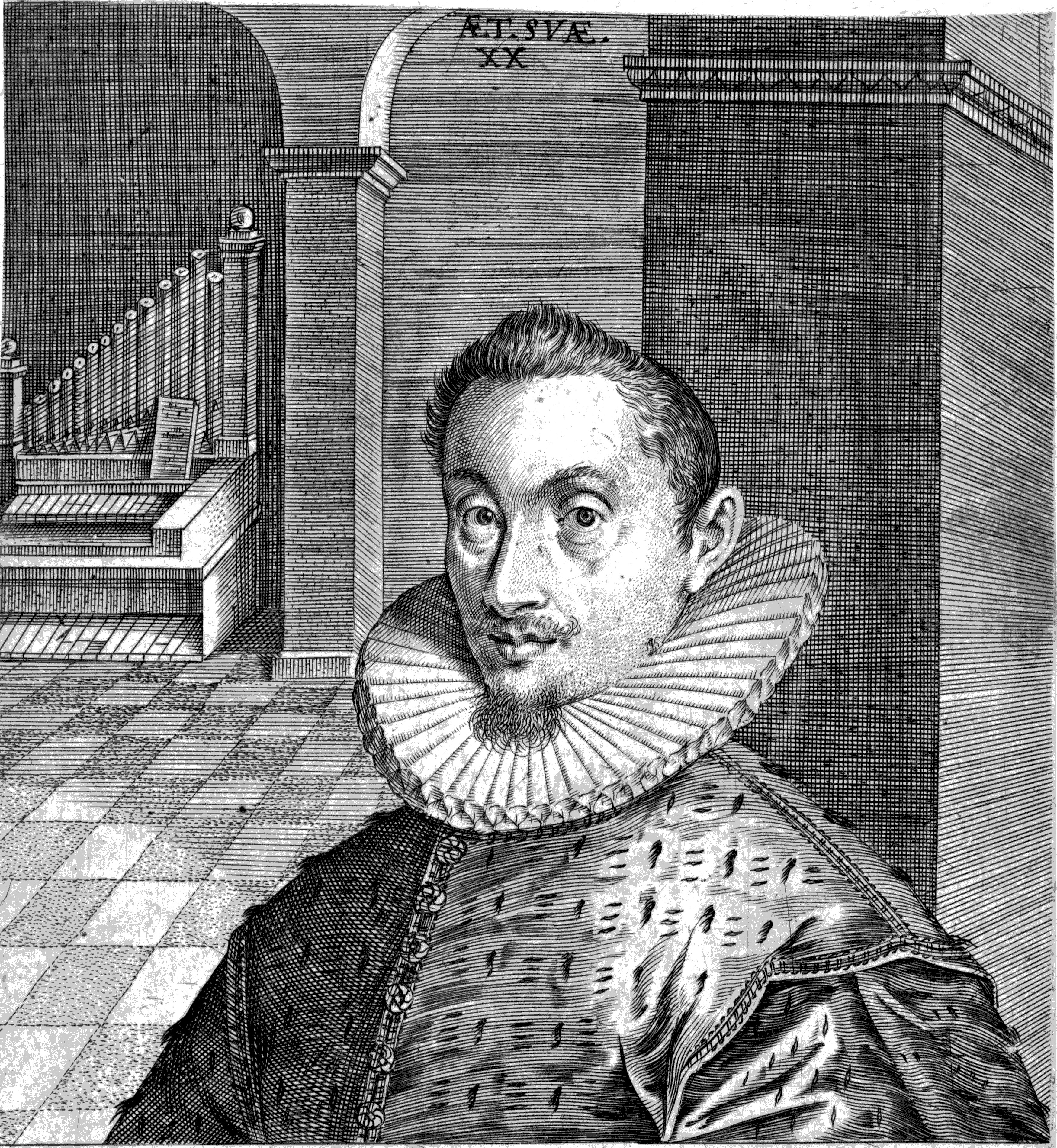
作曲家ハンス・レーオ・ハスラー(1562-1612)没。

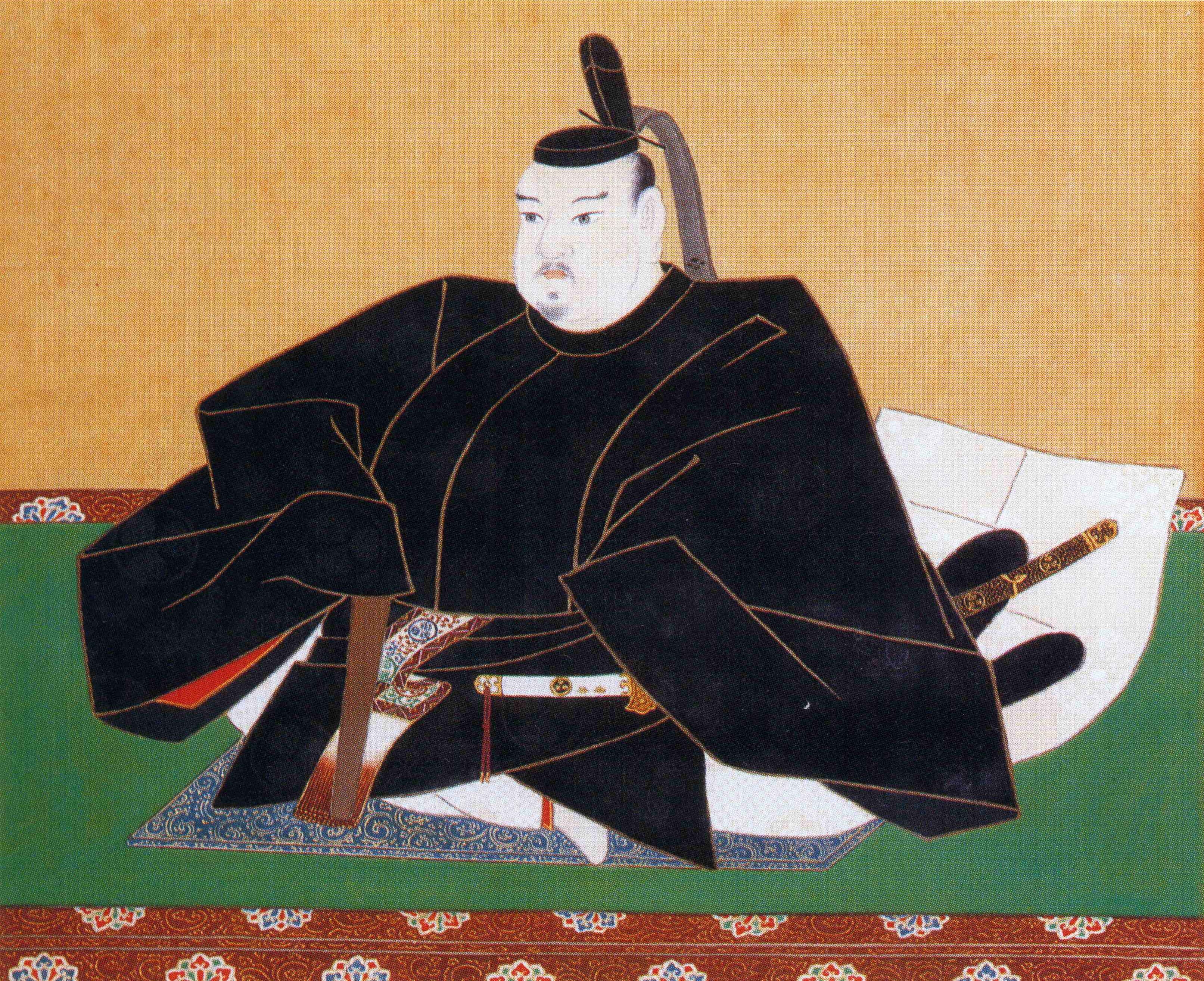
江戸幕府第3代将軍、徳川家光(1604-1651)没。

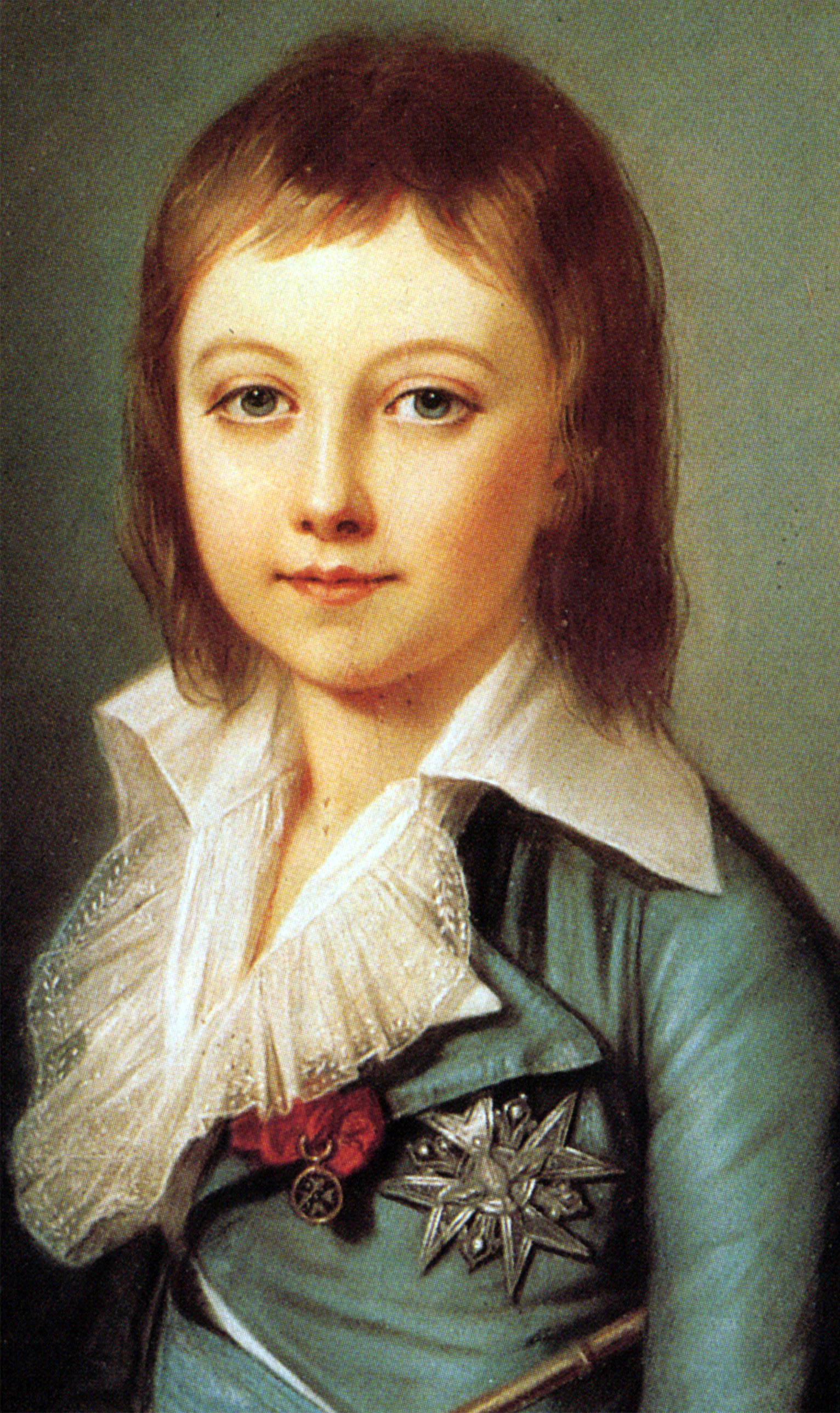
ルイ17世(1785-1795)、幽閉先のタンプル塔で没。

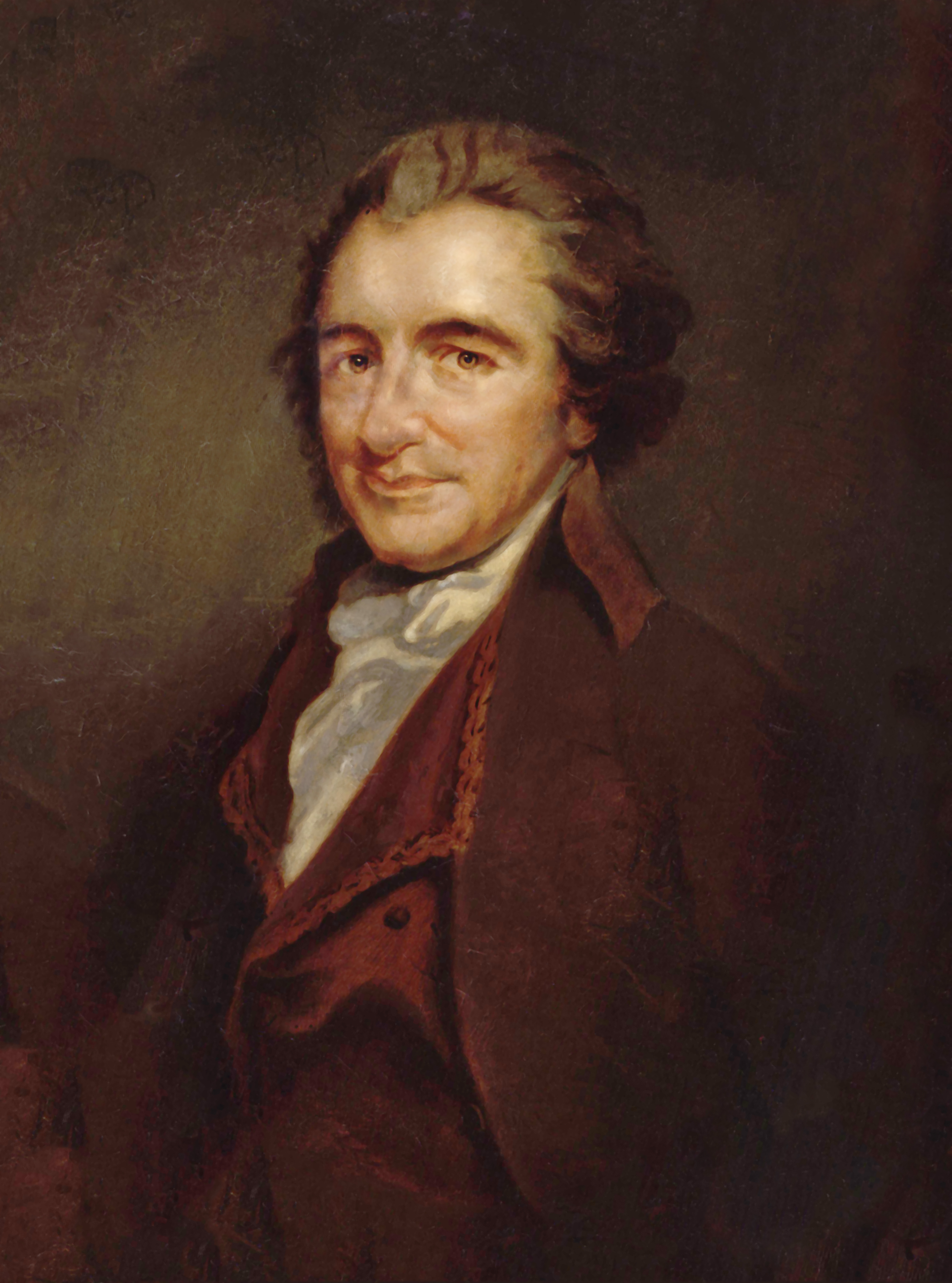
社会思想家トマス・ペイン(1737-1809)。

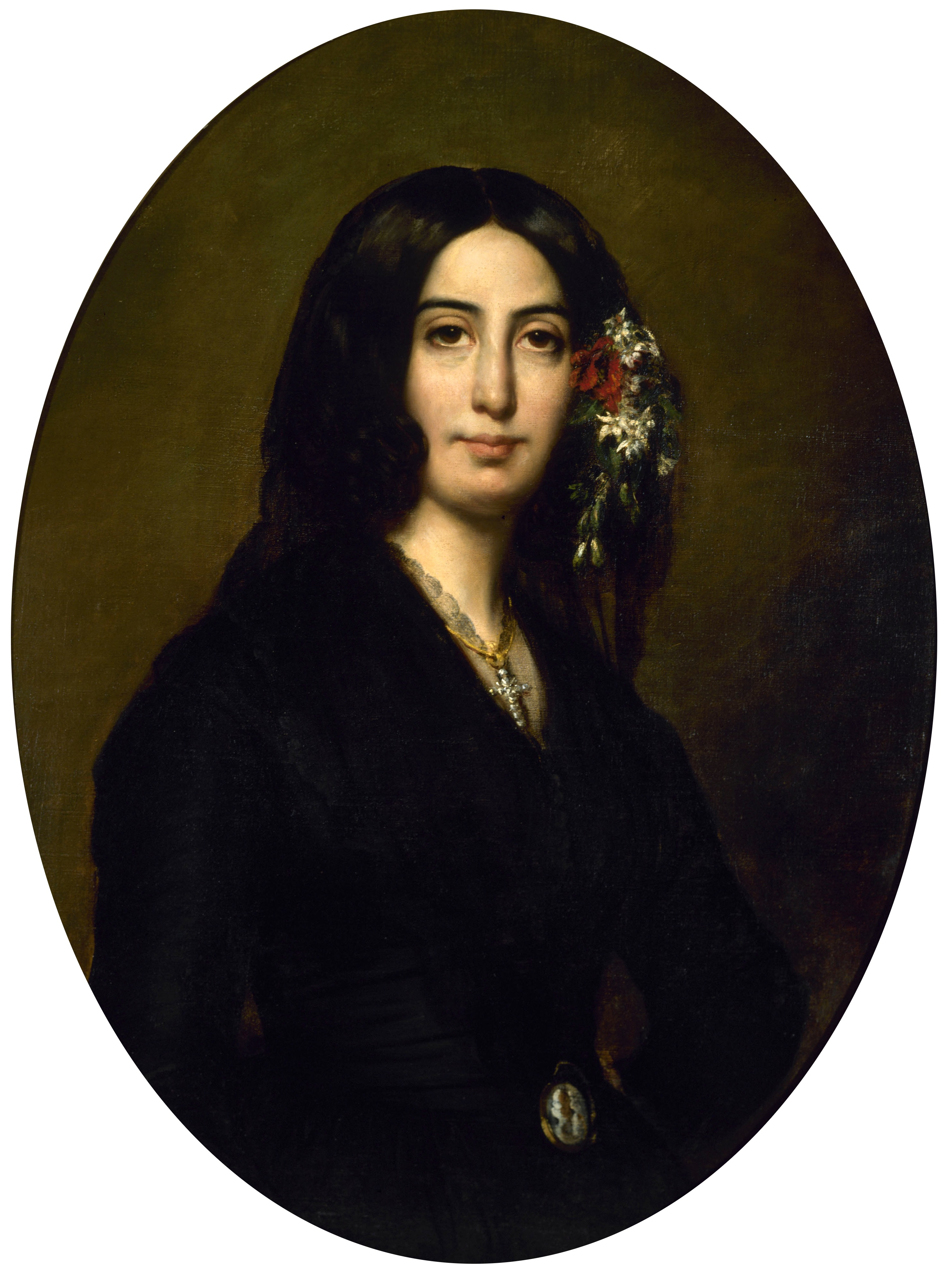
男装の麗人、小説家、ジョルジュ・サンド(1804-1876)没。詩人ミュッセやショパンらとの恋愛で知られる。

- 632年 - ムハンマド・イブン＝アブドゥッラーフ、イスラム教の預言者（* 570年頃）
- 1042年 - ハーデクヌーズ、デンマーク・イングランド王（* 1018年）
- 1155年（久寿2年5月7日） - 藤原顕輔、平安時代の公卿、歌人（* 1090年）
- 1376年 - エドワード黒太子、イングランド王エドワード3世の王太子（* 1330年）
- 1384年（至徳元年/元中元年5月19日） - 観阿弥、猿楽師（* 1333年）
- 1384年（至徳元年/元中元年5月19日） - 今川範国、守護大名（* 1295年?）
- 1551年（天文20年5月5日） - 遊佐長教、守護代（* 1491年）
- 1574年（天正2年5月19日） - 真田幸隆、戦国武将（* 1513年）
- 1612年 - ハンス・レーオ・ハスラー、作曲家（* 1562年）
- 1613年 - チーゴリ、画家、彫刻家、建築家、詩人（* 1559年）
- 1628年 - ルドルフ・ゴクレニウス（英語版）、哲学者（* 1547年）
- 1628年（寛永5年5月7日） - 平野長泰、戦国武将（* 1559年）
- 1651年（慶安4年4月20日） - 阿部重次、江戸幕府老中（* 1598年）
- 1651年（慶安4年4月20日） - 徳川家光、江戸幕府第3代将軍（* 1604年）
- 1651年（慶安4年4月20日） - 堀田正盛、江戸幕府老中（* 1609年）
- 1651年（慶安4年4月20日） - 内田正信、鹿沼藩主（* 1613年）
- 1675年 - ヨハネス・ヨンストン、医学者、博物学者（* 1603年）
- 1701年 - フィリップ1世、初代第3ブルボン・オルレアン家当主（* 1640年）
- 1714年 - ゾフィー・フォン・デア・プファルツ、ハノーファー選帝侯エルンスト・アウグストの妃（* 1658年）
- 1716年 - ヨハン・ヴィルヘルム、プファルツ選帝侯（* 1658年）
- 1728年（享保13年5月1日） - 松平忠周、信濃国上田藩藩主（* 1661年）
- 1768年 - ヨハン・ヨアヒム・ヴィンケルマン、美術史家（* 1717年）
- 1772年 - ゴーウィン・ナイト（英語版）、物理学者、初代大英博物館主任司書（* 1713年）
- 1794年 - ゴットフリート・アウグスト・ビュルガー（英語版）、詩人（* 1747年）
- 1795年 - ルイ17世、フランス王太子（* 1785年）
- 1796年 - フェリーチェ・ジャルディーニ（英語版）、ヴァイオリニスト、作曲家（* 1716年）
- 1806年 - ジョージ・ワイス、弁護士、法律家（* 1726年）
- 1809年 - トマス・ペイン、社会思想家（* 1737年）
- 1818年 - アンリエット＝フェリシテ・タサエール、画家（* 1766年）
- 1835年 - ジャン・ドメニコ・ロマニョージ（英語版）、哲学者、経済学者、法学者（* 1761年）
- 1845年 - アンドリュー・ジャクソン、第7代アメリカ合衆国大統領（* 1767年）
- 1846年 - ヨハン・ベンツェンベルク、物理学者、測地学者（* 1777年）
- 1846年 - ロドルフ・テプフェール、教育者、作家、風刺画家（* 1799年）
- 1859年 - ウォルター・ハント、機械工（* 1796年）
- 1864年（元治元年5月5日） - 冷泉為恭、大和絵の絵師（* 1823年）
- 1865年 - ジョセフ・パクストン、造園家、建築家、政治家（* 1803年）
- 1876年 - ジョルジュ・サンド、小説家（* 1804年）
- 1880年 - マリア・アレクサンドロヴナ、ロシア皇帝アレクサンドル2世の皇后（* 1824年）
- 1882年 - ジョン・スコット・ラッセル（英語版）、造船技師（* 1808年）
- 1884年 - ヘンリ・クレイ・ワーク、作曲家（* 1832年）
- 1884年 - 田中平八、実業家（* 1834年）
- 1889年 - ジェラード・マンリ・ホプキンス、詩人（* 1844年）
- 1894年 - 麗々亭柳橋、落語家（* 1826年）
- 1903年 - ロバート・フレデリック・ブルーム、画家（* 1857年）
- 1912年 - ヨハン・グスタフ・ヘルメス、数学者（* 1846年）
- 1917年 - 松平忠和、肥前国島原藩第13代藩主（* 1851年）
- 1921年 - 中村梅玉、歌舞伎役者（* 1842年）
- 1928年 - 伊沢蘭奢、女優（* 1889年）
- 1929年 - ブリス・カーマン（英語版）、詩人（* 1861年）
- 1939年 - 梶上初一、野球選手（* 1906年）
- 1940年 - フレデリック・コンヴァース、作曲家（* 1871年）
- 1943年 - 三好輝彦、日本海軍の少将（* 1893年）
- 1945年 - カール・ハンケ、ナチス・ドイツの親衛隊全国指導者（* 1903年）
- 1948年 - 安保清種、日本海軍大臣（* 1870年）
- 1948年 - グンナー・セーヴェ＝セーデルベルグ（英語版）、古生物学者、地質学者（* 1910年）
- 1948年 - 松本竣介、洋画家（* 1912年）
- 1949年 - ラースリ・デソ、軍人（* 1892年）
- 1956年 - マリー・ローランサン、画家、彫刻家（* 1883年）
- 1963年 - 富本憲吉、陶芸家（* 1886年）
- 1966年 - ジョセフ・ウォーカー、テストパイロット（* 1921年）
- 1968年 - 初代内海突破、漫才師（* 1915年）
- 1969年 - ロバート・テイラー、俳優（* 1911年）
- 1970年 - 山田抄太郎、長唄三味線奏者（* 1899年）
- 1970年 - アブラハム・マズロー、心理学者（* 1908年）
- 1973年 - 一松定吉、検事、弁護士、政治家、第50代逓信大臣、第15代厚生大臣、初代建設大臣（* 1875年）
- 1973年 - 能代潟錦作、大相撲力士（* 1895年）
- 1975年 - マレイ・ラインスター、SF作家（* 1896年）
- 1978年 - 今福祝、元アナウンサー（* 1912年）
- 1979年 - ラインハルト・ゲーレン、ドイツ国防軍情報将校、ゲーレン機関創設者（* 1902年）
- 1980年 - グレタ・シュレーダー、女優（* 1892年）
- 1980年 - 鍛冶良作、弁護士、政治家（* 1895年）
- 1980年 - 松浦周太郎、政治家（* 1896年）
- 1981年 - リディア・ロポコワ、バレエダンサー（* 1892年）
- 1981年 - 秋吉巒、画家（* 1922年）
- 1982年 - サチェル・ペイジ、元プロ野球選手（* 1906年）
- 1983年 - 羽仁五郎、歴史家（* 1901年）
- 1984年 - ゴードン・ジェイコブ、作曲家（* 1895年）
- 1984年 - 高山恒雄、労働運動家、政治家（* 1902年）
- 1985年 - 胡風、文芸評論家（* 1902年）
- 1988年 - 青木日出雄、航空・軍事評論家（* 1927年）
- 1989年 - 長谷川邦彦、アナウンサー（* 1944年）
- 1990年 - 赤羽末吉、絵本作家（* 1910年）
- 1992年 - アルフレット・ウール、作曲家（* 1909年）
- 1993年 - 山内逸郎、医師（* 1923年）
- 1995年 - 立石定夫、歴史研究家、弁護士、政治家、第8代福山市長（* 1928年）
- 1997年 - 本堂保次、元プロ野球選手（* 1918年）
- 1997年 - エイモス・チュツオーラ、小説家（* 1920年）
- 1998年 - マリア・ライヘ、数学者、考古学者（* 1903年）
- 1998年 - 油井正一、ジャズ評論家（* 1918年）
- 1998年 - サニ・アバチャ、政治家、ナイジェリア大統領（* 1943年）
- 2000年 - 宇佐美一夫、元プロ野球選手（* 1914年）
- 2000年 - 大館勲、元プロ野球選手（* 1917年）
- 2001年 - アレックス・デレンジー、映画監督（* 1935年）
- 2002年 - 伊藤喜久井、日本画家（* 1911年）
- 2003年 - 安永英雄、政治家（* 1920年）
- 2005年 - アーサー・ダンケル、外交官、元GATT事務局長（* 1932年）
- 2006年 - ロバート・ドナー（英語版）、俳優（* 1931年）
- 2006年 - フランツ・フリーデル、歌手（* 1943年）
- 2006年 - 西田猛、政治家（* 1955年）
- 2007年 - アデン・アブドラ・ウスマン、政治家、ソマリア大統領（* 1908年）
- 2007年 - 隈丸次郎、テニスプレーヤー（* 1921年）
- 2007年 - 観世栄夫、能楽師、俳優（* 1927年）
- 2007年 - リチャード・ローティ、哲学者（* 1931年）
- 2008年 - 廣川シズエ、政治家（* 1912年）
- 2008年 - 古田康治、元陸上競技選手（* 1914年）
- 2008年 - 田村善藏、薬学者、東京大学名誉教授（* 1922年）
- 2008年 - ペーター・リュームコルフ（英語版）、作家（* 1929年）
- 2008年 - シャバン・バイラモビッチ（英語版）、ロマ音楽ミュージシャン（* 1936年）
- 2008年 - ブルース・パーチェス（英語版）、俳優（* 1938年）
- 2008年 - 富永敬俊、醸造学者（* 1955年）
- 2009年 - ハロルド・ノース（英語版）、作家（* 1916年）
- 2009年 - ハビブ・タンヴィル（英語版）、劇作家、演出家、詩人、俳優（* 1923年）
- 2009年 - 八剣浩太郎、時代小説作家（* 1926年）
- 2009年 - オマール・ボンゴ・オンディンバ、軍人、政治家、第2代ガボン大統領（* 1935年）
- 2010年 - ジョーン・ヒントン、核物理学者（* 1921年）
- 2011年 - 菊地勝志郎、政治家、元茨城県取手市長（* 1920年）
- 2011年 - 横田隆[9]、実業家、元フジテレビ常務・元テレビ熊本会長（* 1924年または1925年）
- 2011年 - 池田久[10]、元奈良池田ボクシングジム会長、国際ボクシング連盟日本元代表（* 1937年または1938年）
- 2011年 - ファズル・アブドラ・モハメド（英語版）、テロリスト、アル＝カーイダ幹部（* 1972年または1974年）
- 2012年 - 赤江瀑、小説家（* 1933年）
- 2013年 - 大坪善男[11]、元レーシングドライバー（* 1940年）
- 2014年 - アレクサンダー・イミック、スーパーセンテナリアン（* 1903年）
- 2014年 - 古田足日、児童文学作家、評論家（* 1927年）
- 2014年 - 大歳克衛、洋画家、広島市立大学名誉教授、尾道市立大学名誉教授（* 1929年）
- 2014年 - 森田哲弥、会計学者、一橋大学名誉教授（* 1930年）
- 2014年 - 桂宮宜仁親王、皇族（* 1948年）
- 2014年 - 河内喜一朗[12]、俳優、劇団スタジオライフ主宰（* 1949年）
- 2015年 - マリー＝ルイーズ・カルバン（英語版）、ファッションデザイナー（* 1909年）
- 2015年 - チア・シム、政治家（* 1932年）
- 2016年 - 近岡理一郎、政治家、第55代科学技術庁長官（* 1926年）
- 2016年 - 松原正、評論家、劇作家、早稲田大学名誉教授（* 1929年）
- 2016年 - 斉藤發司、実業家、リイド社社長（* 1931年）
- 2016年 - スティーブン・ケシ、サッカー選手、指導者（* 1962年）
- 2016年 - サシャ・レヴァンドフスキ、サッカー選手、指導者（* 1971年）
- 2016年 - 河内卓司、元プロ野球選手（* 1920年）
- 2017年 - 青木定雄、実業家、エムケイ創業者（* 1928年）
- 2017年 - サム・パノプロス、料理人、実業家、ハワイアンピザ考案者（* 1934年）
- 2017年 - ロン・スター、プロレスラー（* 1950年）
- 2017年 - 萩原慎一郎、歌人（* 1984年）
- 2018年 - 劉以鬯（中国語版）、小説家、編集者、香港公開大学（現香港都会大学）栄誉教授（* 1918年）
- 2018年 - ユーニス・ゲイソン、女優（* 1928年）
- 2018年 - 谷川和穂、政治家、第49代法務大臣（* 1930年）
- 2018年 - マリア・ブエノ、テニス選手（* 1939年）
- 2018年 - ジーノ・サンテルコーレ（イタリア語版）、シンガーソングライター、俳優、ギタリスト（* 1940年）
- 2018年 - ダニー・カーワン（英語版）、ギタリスト（元フリートウッド・マック）（* 1950年）
- 2018年 - 滝由女路[13]、女優、三代目渋谷天外夫人（* 1954年）
- 2018年 - アンソニー・ボーディン、シェフ、作家、番組司会者（* 1956年）
- 2018年 - 杵屋裕光[14]、長唄三味線奏者（* 1960年）
- 2018年 - ユッタ・ナルデンバッハ（英語版）、サッカー選手（* 1968年）
- 2018年 - ジャクソン・オデル（ドイツ語版）、俳優、シンガーソングライター（* 1997年）
- 2019年 - ルネ・ル・カルム（フランス語版）、女優（* 1918年）
- 2019年 - ノーマン・デュイス（英語版）、自動車テストドライバー（* 1920年）
- 2019年 - アーサー・フラッケンポール、作曲家（* 1924年）
- 2019年 - 相原隆[15]、実業家、元日動火災海上保険（現東京海上日動火災保険）社長（* 1937年）
- 2019年 - 岩政輝男、医学者、病理学者、第15代琉球大学学長（* 1942年）
- 2019年 - スペンサー・ボーレン（英語版）、ミュージシャン、作詞家（* 1950年）
- 2019年 - ジャスティン・エディンバラ、元サッカー選手、指導者（* 1969年）
- 2019年 - アンドレ・マトス、歌手（元ヴァイパー、アングラ、シャーマン）（* 1971年）
- 2019年 - アブデル・バセット・アル・サルート（英語版）、サッカー選手（* 1992年）
- 2019年 - 水上ルイ、小説家（* 生年非公開）
- 2020年 - 土門齋[16]、工学者、東京工科大学名誉教授（* 1931年）
- 2020年 - 岩田宗一、声明研究者、大谷大学名誉教授（* 1933年）
- 2020年 - 沈完求（朝鮮語版）、政治家、元大韓民国蔚山広域市長（* 1938年）
- 2020年 - 伊波和正[17]、英文学者、沖縄国際大学名誉教授（* 1939年）
- 2020年 - マリオン・ヘンセル（フランス語版）、女優、映画監督、脚本家（* 1949年）
- 2020年 - ボニー・ポインター（英語版）、歌手（ポインター・シスターズ）（* 1950年）
- 2020年 - ローズマリー・ホリス（英語版）、政治学者（* 1952年）
- 2020年 - ピエール・ンクルンジザ、政治家、第9代ブルンジ大統領（* 1964年）
- 2021年- 渡辺滉、銀行家、元三和銀行（現三菱UFJ銀行）頭取（* 1930年）
- 2021年 - ディーン・パリシュ（英語版）、ソウルミュージシャン（* 1942年）
- 2022年 - 宋海、歌手、俳優、アナウンサー、司会者（* 1927年）
- 2022年 - 藍天野、俳優（* 1927年）
- 2022年 - 松尾壽之、医学者、元宮崎医科大学長、宮崎大学名誉教授（* 1928年）
- 2022年 - ラナン・ルリー、風刺漫画家、ジャーナリスト（* 1932年）
- 2022年 - 津村寛二[18]、哲学者、帝塚山大学名誉教授（* 1934年）
- 2022年 - フリオ・ヒメネス、元自転車競技選手（* 1934年）
- 2022年 - デーヴィット・ロイド=ジョーンズ、指揮者（* 1934年）
- 2022年 - ポーラ・レゴ、ビジュアル・アーティスト（* 1935年）
- 2022年 - ヴォルフガング・ライジンガー（英語版）、ジャズパーカッション奏者（* 1955年）
- 2022年 - 竹内幸輔、俳優、声優、元お笑いタレント（* 1976年）
- 2023年 - 君島久子、中国文学者、民族学者、国立民族学博物館名誉教授、聖徳学園岐阜教育大学名誉教授（* 1925年）
- 2023年 - パット・ロバートソン、キリスト教テレビ伝道師（* 1930年）
- 2023年 - レナート・ロンゴ（英語版）、元シクロクロス選手（* 1937年）
- 2023年 - ヌグロホ・ウィスナムルティ（英語版）、外交官、元国際連合安全保障理事会議長（* 1940年）
- 2023年 - ドミンゴ・ペルレナ（英語版）、元自転車競技選手（* 1943年）
- 2023年 - ジュリー・ガーウッド、小説家（* 1944年）
- 2023年 - 森久和[19]、薬品分析学者、慶應義塾大学名誉教授（* 1945年または1946年）
- 2023年 - 佐藤久夫[20]、バスケットボール指導者（* 1949年）
- 2023年 - 岩堀惠祐、環境工学者、宮城大学名誉教授（* 1954年）
- 2024年 - 道家達将、科学史家、東京工業大学名誉教授（* 1928年）
- 2024年 - 朱永𧸩（中国語版）、核化学者、化学工学者（* 1929年）
- 2024年 - 中島章夫、政治家（* 1936年）
- 2024年 - ラーモージ・ラーウ（英語版）、実業家、メディア経営者、元ラモジ・フィルムシティ代表（* 1936年）
- 2024年 - クラウス・テプファー、政治家、元環境相、元国際連合環境計画事務局長（* 1938年）
- 2024年 - 武田國男、実業家、元武田薬品工業社長（* 1940年）
- 2024年 - チェット・ウォーカー、元プロバスケットボール選手、映画プロデューサー、脚本家（* 1940年）
- 2024年 - マーク・ジェームズ（英語版）、作曲家（* 1940年）
- 2024年 - 山下啓介、声優、俳優（* 1941年）
- 2024年 - ムサ・モハマド（英語版）、教育者、政治家、元マレーシアサインズ大学副学長（* 1943年）
- 2024年 - ささやななえこ、漫画家（* 1950年）
- 2024年 - 小田光雄、文筆家、翻訳家（* 1951年）
- 2024年 - クリストフ・ドロワール（フランス語版）、ジャーナリスト、作家、元国境なき記者団事務局長（* 1971年）
- 2024年 - ベン・ポッター（英語版）、YouTuber（* 1984年）

### 人物以外（動物など）
- 2020年 - わさお、秋田犬、鰺ヶ沢町で飼育されていた犬（* 2007年夏頃）

## 記念日・年中行事

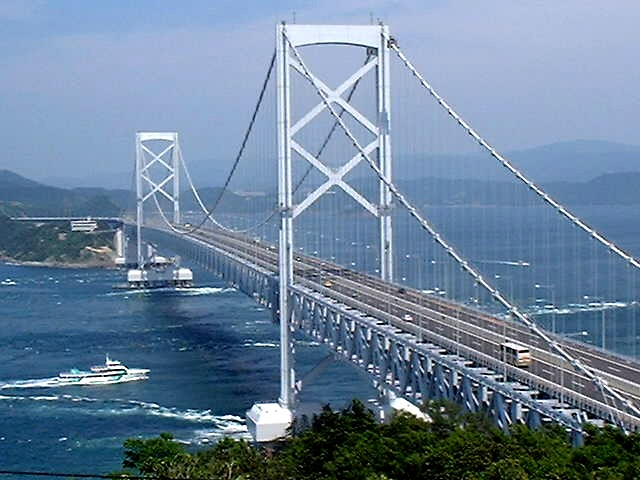
大鳴門橋開通記念日

- 世界海洋デー（ 世界）
国連が2009年から実施する国際デー。1992年6月8日にリオデジャネイロで開かれた地球サミットでカナダが提案したもので、以来「世界海洋デー」として非公式に実施されていたものを国連の国際デーとした。
- 世界脳腫瘍啓発デー（ 世界）
- ヴァイキングの日（ 日本）
793年のこの日、北欧の海賊ヴァイキングの活動が最初に記録に現われた[21]。
- 成層圏発見の日
1902年のこの日、テスラン・ド・ボールにより成層圏が発見されたことを記念[22]。
- 大鳴門橋開通記念日（ 日本）
1985年のこの日に大鳴門橋が開通したことを記念[23]。
- 学校の安全確保・安全管理の日（ 日本）
2001年の附属池田小事件を受けて、大阪府教育委員会が2002年に制定[24]。
- ガパオの日（ 日本）
「ガパオ食堂」を運営する株式会社ベースが制定。「ガパオ」とはタイホーリーバジルのことで、鳥のひき肉、目玉焼きと一緒に食べる「ガパオごはん」はタイ料理の人気メニューのひとつ。ガパオごはんの更なる普及が目的。日付は、「ガパオ食堂」の創立記念日が2007年のこの日であったことから[25]。
- ロハスの日（ 日本）
株式会社スーパーホテルが制定。同社では「Lohas（ロハス）」な取り組みを行なっており、その考え方や取り組みを広く知ってもらうのが目的。日付は、「ロ（6）ハ（8）ス」と読む語呂合わせから[26]。